# 6. Dezember
Der 6. Dezember ist der 340. Tag des gregorianischen Kalenders (der 341. in Schaltjahren), somit bleiben 25 Tage bis zum Jahresende.

## Ereignisse

### Politik und Weltgeschehen

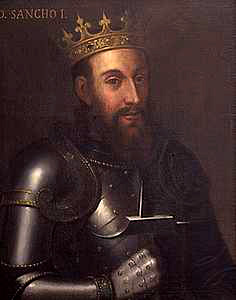
1185: Sancho I.

- 1185: In Portugal besteigt König Sancho I. nach dem Tode seines Vaters Alfons I. den Thron.
- 1197: Vladislav Heinrich aus dem Geschlecht der Přemysliden verzichtet zugunsten seines Bruders Ottokar auf die böhmische Herzogskrone und wird dafür erster Markgraf von Mähren.
- 1240: Im Zuge ihrer Invasion in Russland erobert die Goldene Horde der Mongolen unter Batu Khan Kiew, massakriert die meisten Einwohner und zerstört die Stadt teilweise.
- 1491: Der französische König Karl VIII. heiratet Anne de Bretagne und verleibt mit der Eheschließung die Bretagne in sein Reich ein. Der Protest des römisch-deutschen Königs Maximilian I., der formell ihr Ehemann ist, bleibt ohne Wirkung.
- 1534: Die alte Inka-Hauptstadt Quito, die von diesen vor dem Einmarsch der spanischen Eroberer zerstört worden ist, wird von dem Konquistador Sebastián de Belalcázar neu gegründet.

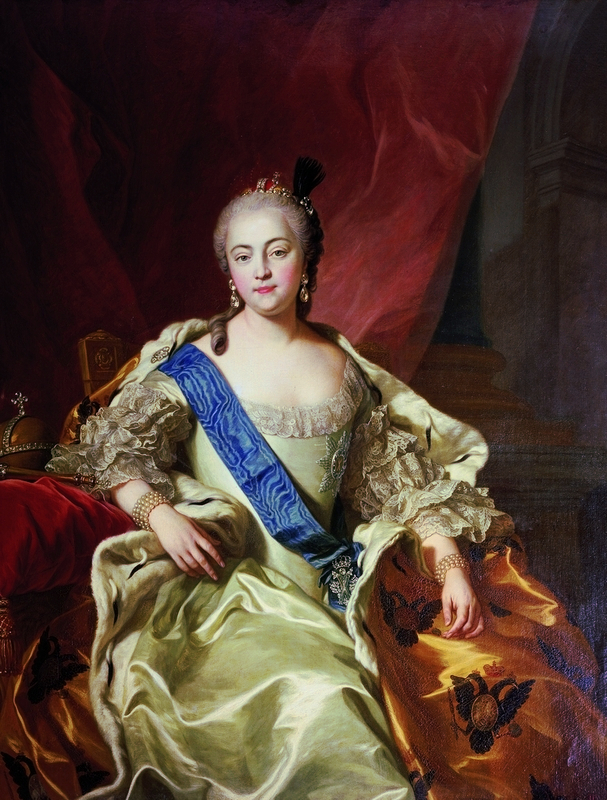
1741: Elisabeth Petrowna

- 1741: In Russland entreißt Elisabeth Petrowna durch einen Putsch dem unmündigen Zaren Iwan VI. und der Regentin Anna Leopoldowna die Herrschaft und ruft sich selbst zur Kaiserin aus.
- 1774: Das Bildungssystem in Österreich wird von Kaiserin Maria Theresia neu gestaltet. Sie erlässt die von Johann Ignaz von Felbiger konzipierte Allgemeine Schulordnung, die eine sechsjährige Unterrichtspflicht in der Volksschule, einheitliche Lehrbücher und eine geregelte Lehreraus- und Fortbildung festlegt.
- 1815: Napoleons „Tapferster der Tapferen“, Marschall Michel Ney, wird von der französischen Pairskammer wegen Hochverrats zum Tode verurteilt. Das Urteil wird am folgenden Tag durch Erschießen vollstreckt.

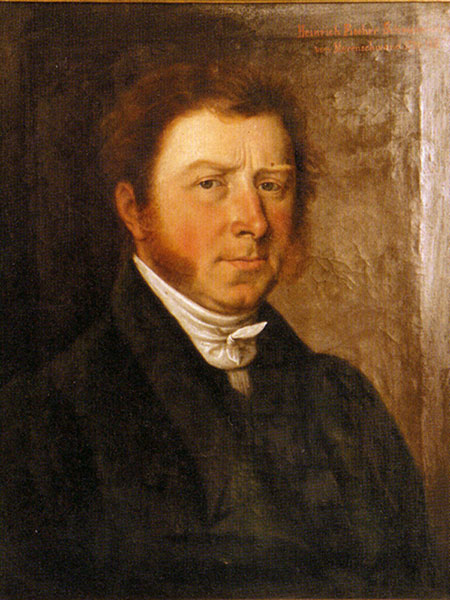
1830: Johann Heinrich Fischer

- 1830: Johann Heinrich Fischer ruft zum Freiämtersturm im Kanton Aargau auf. Aufständische besetzen kampflos die Kantonshauptstadt Aarau.
- 1904: Mit der Roosevelt-Corollary als Zusatz zur Monroe-Doktrin proklamiert US-Präsident Theodore Roosevelt das alleinige Recht der USA auf Interventionen in Lateinamerika.
- 1905: Nach der Nationalversammlung stimmt auch Frankreichs Senat für ein Gesetzesvorhaben zur Trennung von Kirche und Staat.
- 1916: Truppen der Mittelmächte marschieren im Ersten Weltkrieg in Rumäniens Hauptstadt Bukarest ein.
- 1917: Das Parlament in Helsinki erklärt die Unabhängigkeit Finnlands von Russland.
- 1917: Nach der deutschen Gegenoffensive endet die Schlacht von Cambrai im Ersten Weltkrieg erneut mit einer Pattsituation.
- 1920: Zur Unterstützung der durch einen Putsch an die Macht gelangten kommunistischen Regierung marschiert die russische Rote Armee in Armenien ein und ruft die Armenische SSR aus. Armenien bleibt vorläufig ein formal unabhängiges Land.
- 1921: Der Anglo-Irische Vertrag, der Irland einen Autonomiestatus innerhalb Großbritanniens gewährt, beendet den Irischen Unabhängigkeitskrieg, führt jedoch in der Folge zur Abspaltung Nordirlands und zum Irischen Bürgerkrieg zwischen Befürwortern und Gegnern des Vertrags.
- 1922: Nachdem die Provinz Ulster im Vorjahr vom restlichen Irland abgetreten worden ist, kommt es zur Gründung des Irischen Freistaates.

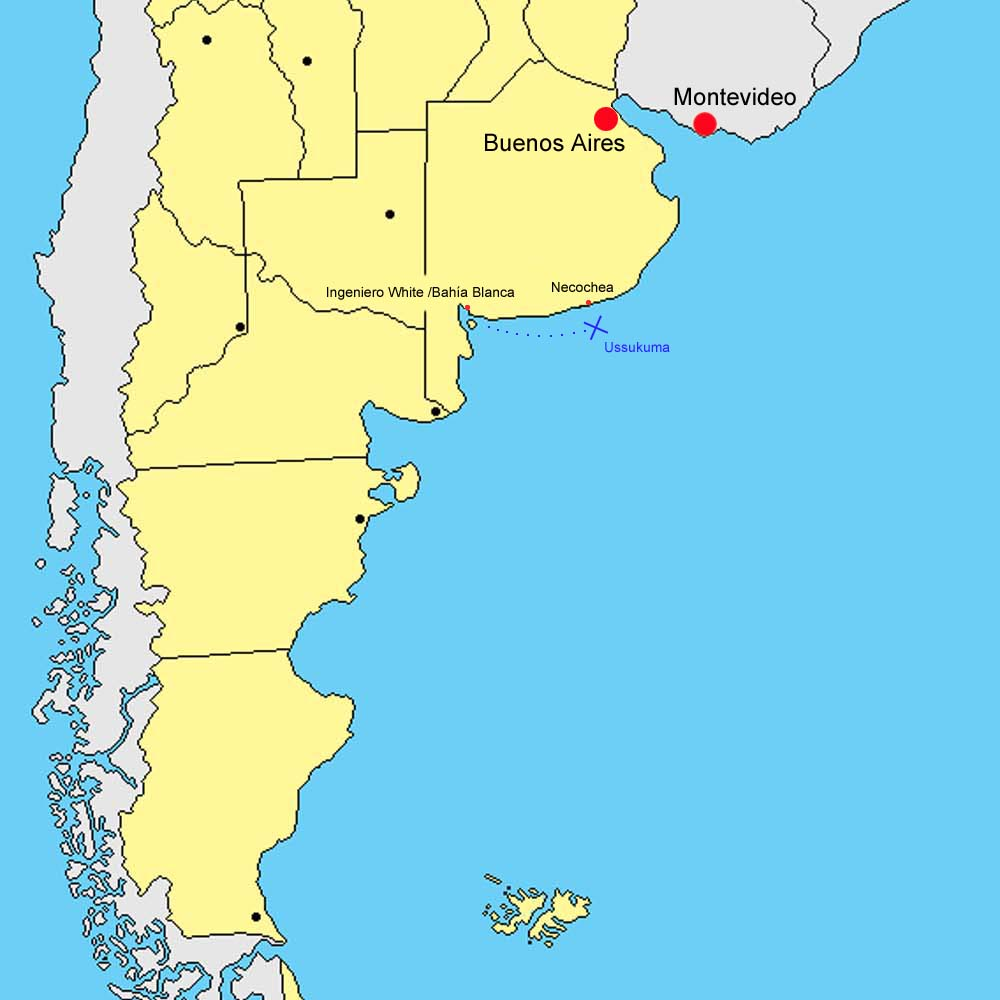
1939: Lage der selbstversenkten Ussukuma

- 1939: Das deutsche Linien-Passagierschiff Ussukuma, vermutlich unterwegs zur Versorgung des Panzerschiffs Admiral Graf Spee, versenkt sich beim Zusammentreffen mit dem britischen Kreuzer Ajax vor der argentinischen Küste selbst.
- 1944: Die historische Altstadt von Gießen wird durch einen Luftangriff während des Zweiten Weltkrieges fast vollständig zerstört.
- 1947: In Berlin tritt der von der SED initiierte, organisierte und beherrschte Erste deutsche Volkskongress für Einheit und gerechten Frieden zusammen. Die Teilnehmer lehnen eine Errichtung eines westdeutschen Teilstaates ab, üben Kritik an den westlichen Alliierten und unterstützen die sowjetische Deutschlandpolitik.
- 1949: In einem Gefängnis der rumänischen Stadt Pitești beginnt ein vom Geheimdienst geleitetes, von Erniedrigung und Folter geprägtes „Umerziehungsprogramm“, das später unter der Bezeichnung Pitești-Experiment bekannt wird.
- 1956: Der Verleger und Mexiko-Emigrant Walter Janka wird in der DDR unter dem Vorwurf der „konterrevolutionären Verschwörung“ verhaftet.
- 1977: Das Homeland Bophuthatswana wird vom Apartheid-Regime in Südafrika in die „Unabhängigkeit“ entlassen, die aber von keinem Staat der Welt anerkannt wird.
- 1978: Das spanische Volk stimmt in einem Referendum der neuen Verfassung des Königreiches Spanien zu. Die Verfassung ist in Spanien bis heute nahezu unverändert gültig.

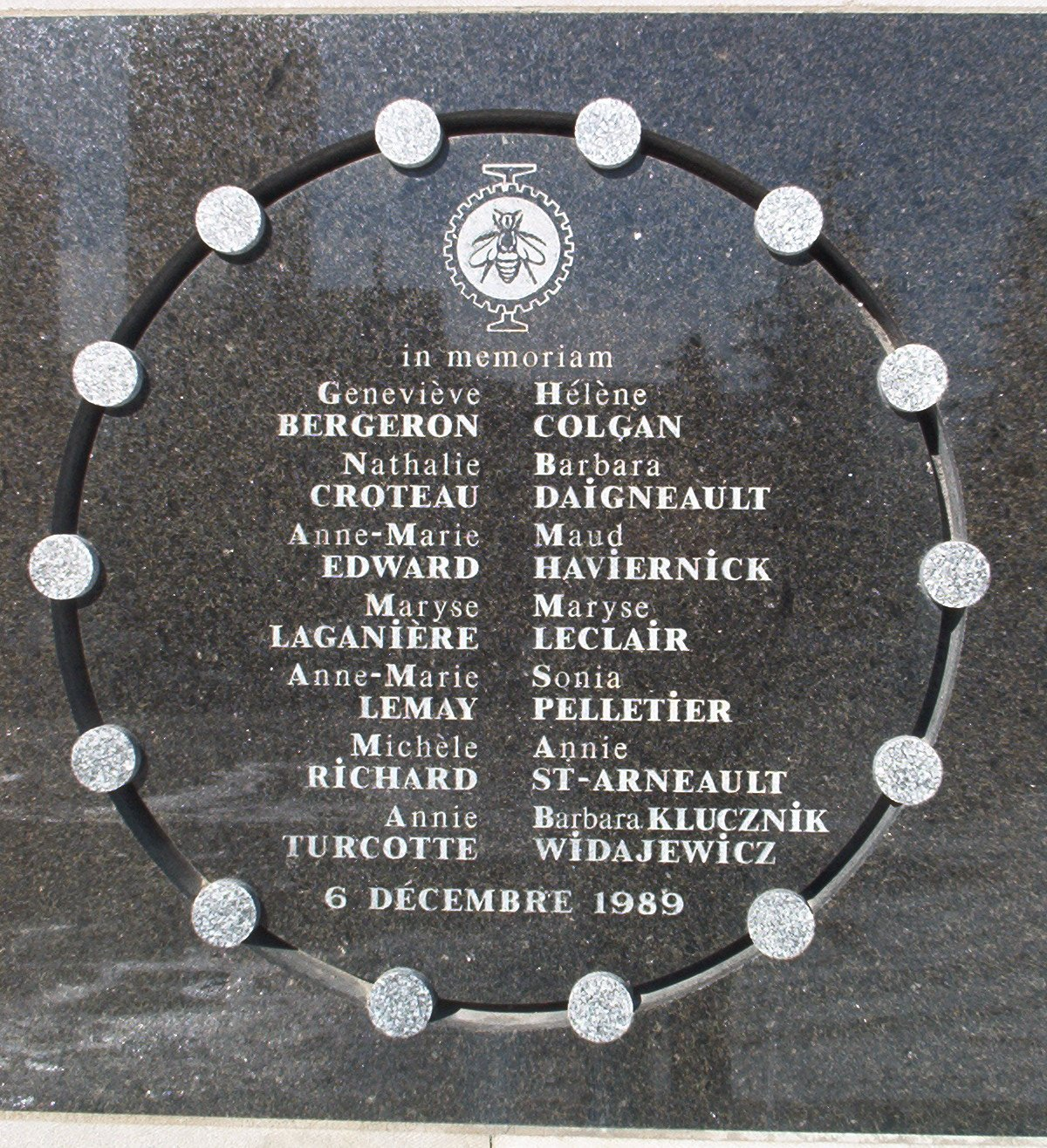
1989: Gedenktafel für die Opfer

- 1989: Der Amokläufer Marc Lépine tötet im Massaker in der Polytechnischen Hochschule Montréal 14 Frauen, die er zuvor von den Männern getrennt hat, mit den Worten: „Ich hasse Feministinnen!“. Er verletzt 13 weitere Personen, bevor er sich selbst tötet.
- 1991: Kroatien-Krieg: Bei den heftigsten Angriffen in der Schlacht um Dubrovnik feuert die Jugoslawische Volksarmee 600 Granaten auf die Stadt ab. Das Ziel einer Massenflucht der Kroaten aus der Stadt kann sie jedoch nicht erreichen.
- 1992: Die Schweizer lehnen mit 50,3 % Nein-Stimmen den Beitritt der Schweiz zum Europäischen Wirtschaftsraum (EWR) ab. (→ Eidgenössische Abstimmung über den EWR)
- 1992: Als Antwort auf die rechtsextremistischen Ausschreitungen in Rostock-Lichtenhagen sowie die Mordanschläge von Mölln nehmen mehr als 400 000 Menschen an der Münchner Lichterkette gegen Fremdenfeindlichkeit teil.
- 1998: In Venezuela gewinnt Hugo Chávez die Präsidentschaftswahlen mit einer Antikorruptions- und Antiarmutskampagne, die ihm 56 Prozent der Wählerstimmen einbringt.
- 2004: Bei einem Anschlag auf das Konsulat der USA in Dschidda werden zwölf Menschen getötet.
- 2005: In Großbritannien wird David Cameron an die Spitze der Konservativen Partei gewählt. Er folgt als Parteichef auf Michael Howard.
- 2017: Die Vereinigten Staaten erkennen als erster ausländischer Staat Jerusalem als ungeteilte Hauptstadt Israels an und wollen ihre Botschaft von Tel Aviv dorthin verlegen.

### Wirtschaft
- 1877: Die US-amerikanische Tageszeitung The Washington Post ist erstmals erhältlich.
- 1898: In Genf wird der Automobil Club der Schweiz gegründet.
- 1898: Josef und Emil Berliner gründen in Hannover die Deutsche Grammophon Gesellschaft.
- 1919: Im kurzfristig betriebenen Bergwerk Robertshall im Hamburger Stadtteil Hausbruch wird mit dem Abbau von Braunkohle begonnen.

### Wissenschaft und Technik
- 1830: Das United States Naval Observatory wird ins Leben gerufen.
- 1890: Der französische Mediziner Charles Richet impft erstmals Immunserum bei einem Menschen.

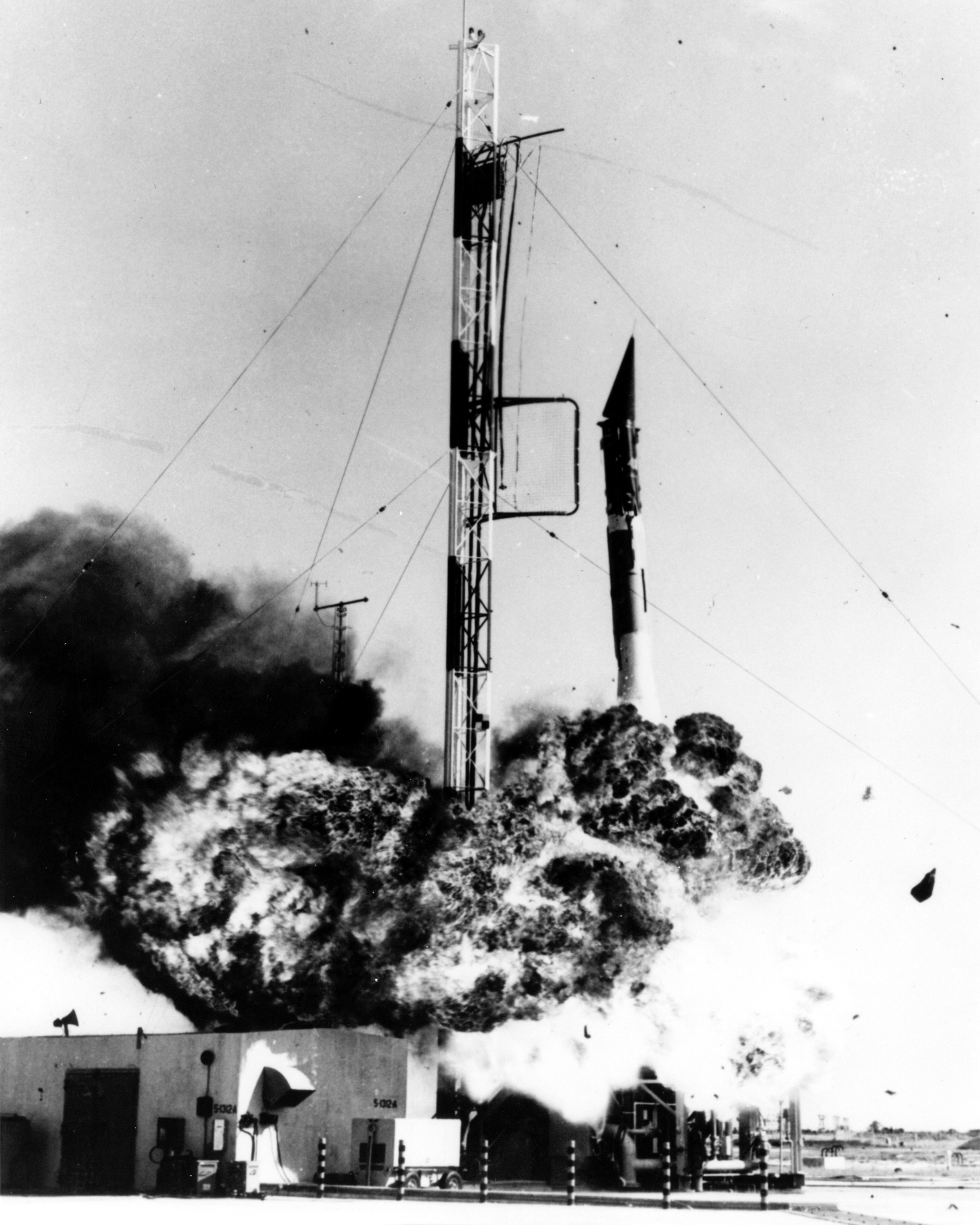
1957: Explosion der Vanguard-Rakete

- 1957: Der erste Startversuch eines US-Satelliten schlägt fehl, die Vanguard-Rakete explodiert auf der Startrampe.
- 1965: Beim fünften Versuch, eine Sonde weich auf dem Mond zu landen, scheitert die sowjetische Luna 8 im Meer der Stürme.
- 1967: Der Kardiologe Adrian Kantrowitz führt in Brooklyn an einem Kind die weltweit zweite Herztransplantation durch. Die Operation überlebt das mit einem angeborenen Herzfehler zur Welt gekommene Baby um einige Stunden.
- 1998: Astronauten der Raumfähre Endeavour koppeln im Rahmen der Mission STS-88 das zweite Modul Unity der Internationalen Raumstation ISS an das bereits im All befindliche erste Modul Sarja.

### Kultur

Titelblatt der Encyclopædia Britannica 1771

- 1768: Band 1 der Erstauflage der Encyclopædia Britannica wird veröffentlicht.
- 1779: Im westungarischen Esterház erfolgt die Uraufführung der Oper L’isola disabitata (Die unbewohnte Insel) von Joseph Haydn.
- 1782: Die Oper Orlando paladino (Der Ritter Roland) von Joseph Haydn wird in Esterház uraufgeführt.
- 1784: Das Dramma giocoso Il ricco d’un giorno von Antonio Salieri wird im Wiener Burgtheater uraufgeführt, findet jedoch beim Publikum keinen Anklang. Der Misserfolg führt zu einer Entfremdung zu seinem Librettisten Lorenzo da Ponte.
- 1846: An der Opéra-Comique in Paris erfolgt die konzertante Uraufführung der „dramatischen Legende“ La damnation de Faust (Fausts Verdammnis) von Hector Berlioz nach Goethes Faust I. Die szenische Uraufführung erfolgt erst 1893.
- 1860: Im Covent Garden in London findet die Uraufführung der Oper Bianca or The Bravo’s Bride von Michael William Balfe statt.

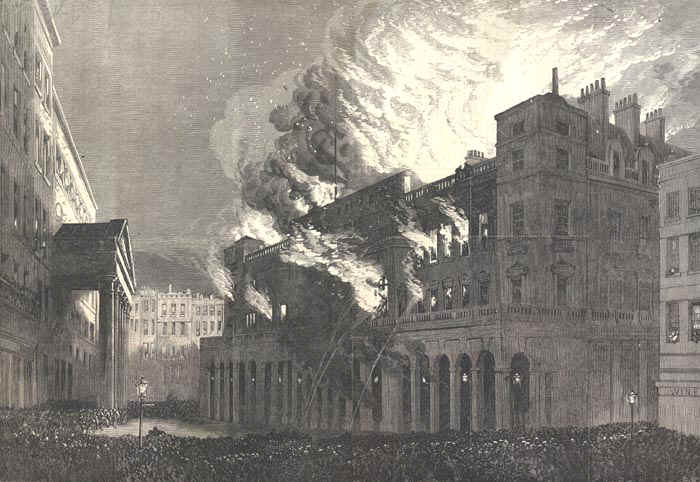
1867: Der Brand im Her Majesty’s Theatre

- 1867: Das Queen’s Theatre am Haymarket im Londoner West End brennt in der Nacht bis auf die Grundmauern nieder.
- 1876: An der Hofoper in Sankt Petersburg erfolgt die Uraufführung der Oper Wakula der Schmied (zweite Fassung als Pantöffelchen oder Tscherewitschki) von Pjotr Iljitsch Tschaikowski.
- 1882: Am Theater an der Wien in Wien findet die Uraufführung der Operette Der Bettelstudent von Karl Millöcker mit dem Libretto von Friedrich Zell und Richard Genée statt. Das Stück wird zu einer der beliebtesten deutschsprachigen Operetten.

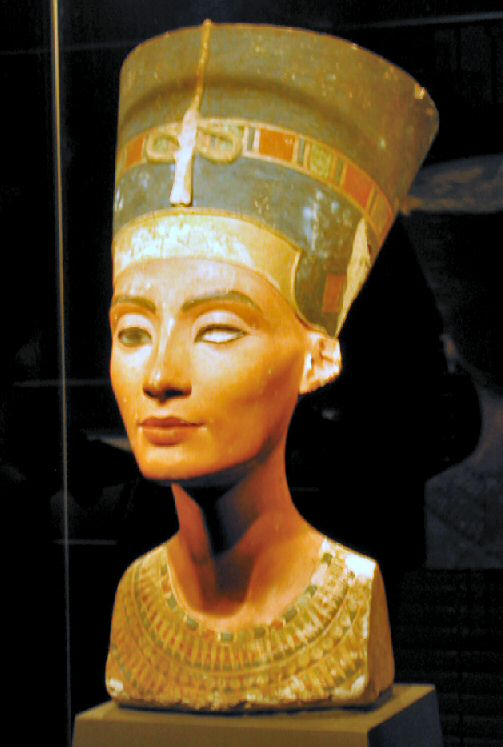
1912: Büste der Nofretete

- 1912: Der deutsche Archäologe Ludwig Borchardt entdeckt bei seinen Ausgrabungen in Tell el-Amarna in Ägypten unter anderem die ca. 3000 Jahre alte Büste der Nofretete, Gattin des Echnaton.
- 1936: In der Hamburgischen Staatsoper wird die Oper Schwarzer Peter von Norbert Schultze uraufgeführt.
- 1969: Während des Altamont Free Concert der Rolling Stones wird der Zuschauer Meredith Hunter von einem als Ordner fungierenden Mitglied der Hells Angels niedergestochen, nachdem er eine Schusswaffe gezogen hat; Hunter stirbt auf dem Weg ins Krankenhaus. Die Tat wird von drei Kamerateams mitgefilmt und ist Bestandteil des Dokumentarfilms Gimme Shelter von Charlotte Zwerin.
- 1980: Im ORF wird die erste Folge des Stegreif-Fernsehspiels Die liebe Familie ausgestrahlt.

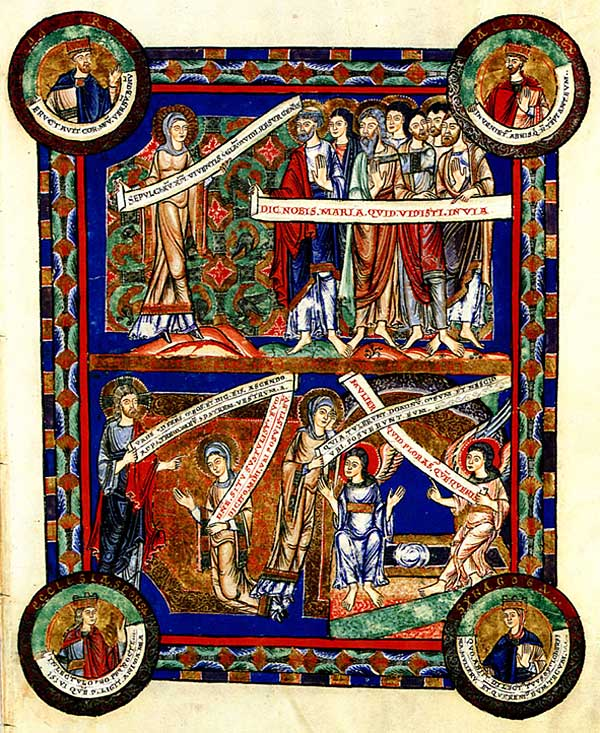
1983: Evangeliar-Seite

- 1983: Das Evangeliar Heinrichs des Löwen wird für 32,5 Millionen D-Mark als bis dahin teuerstes Buch der Welt in London ersteigert und kehrt nach Deutschland zurück.

### Religion
- 1058: Gerhard von Burgund wird in Siena als Nikolaus II. Papst. Er muss sich des in Rom gewählten Gegenpapstes Benedikt X. erwehren.
- 1950: In der Enzyklika Mirabile illud ruft Papst Pius XII. zu öffentlichen Gebeten für den Weltfrieden auf.
- 1992: Tempel-Moschee-Kontroverse von Ayodhya: Freiwillige der Hindu-Organisationen Rashtriya Swayamsevak Sangh, Vishva Hindu Parishad und Bharatiya Janata Party versammeln sich in der indischen Stadt Ayodhya und zerstören die auf der angeblichen Geburtsstätte Ramas errichtete Babri-Moschee. An ihrer Stelle soll der Ram-Janmabhumi-Tempel errichtet werden.

### Katastrophen

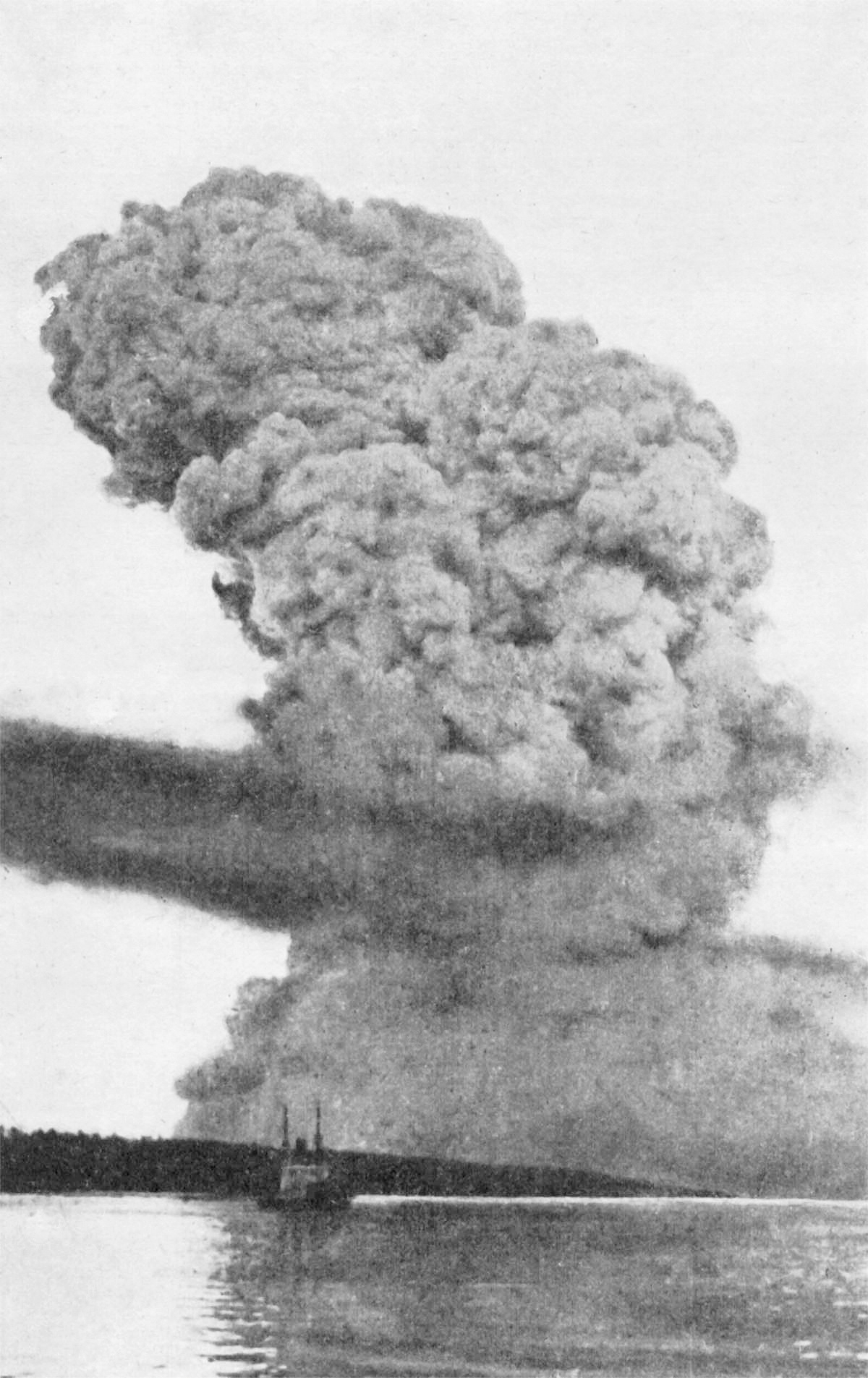
1917: Halifax-Explosion

- 1907: Eine Kohlenstaubexplosion verursacht in Monongah, West Virginia, die schlimmste Bergbaukatastrophe in den Vereinigten Staaten mit 362 Toten.
- 1917: Der französische Sprengstofffrachter Mont Blanc explodiert im Hafen Halifax. Zwischen 1635 und über 2000 Menschen sterben. Es ist die weltweit größte unfallbedingte von Menschen verursachte Explosion.

Kleinere Unglücksfälle sind in den Unterartikeln von Katastrophe und in der Liste von Katastrophen aufgeführt.

### Natur und Umwelt

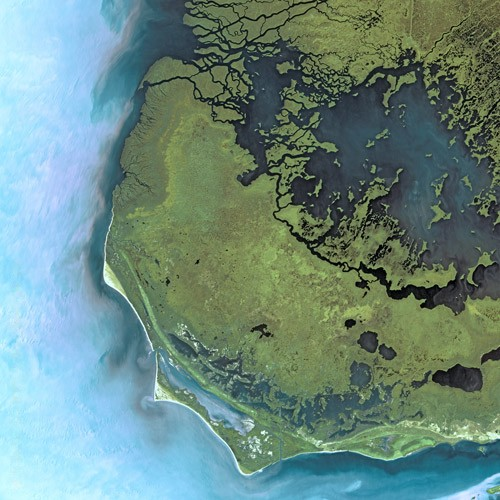
1947: Everglades (Satellitenaufnahme)

- 1947: In Florida wird der Everglades-Nationalpark gegründet. Der Nationalpark erstreckt sich vom Lake Okeechobee im Norden bis zur Südspitze des US-Bundesstaates.

### Sport
- 1956: Bei den Olympischen Spielen kommt es zum „Blutspiel von Melbourne“ zwischen den Wasserballern aus Ungarn und der Sowjetunion. Die Begegnung, die nach der Niederschlagung des Ungarischen Volksaufstands durch Sowjettruppen stark emotionsgeladen ist, wird beim Stand von 4:0 für Ungarn abgebrochen.
- 1991: In Gelsenkirchen beginnt die erste Ausgabe der Sprintschwimmeuropameisterschaften.

Einträge von Leichtathletik-Weltrekorden befinden sich unter der jeweiligen Disziplin unter Leichtathletik.

## Geboren

### Vor dem 17. Jahrhundert

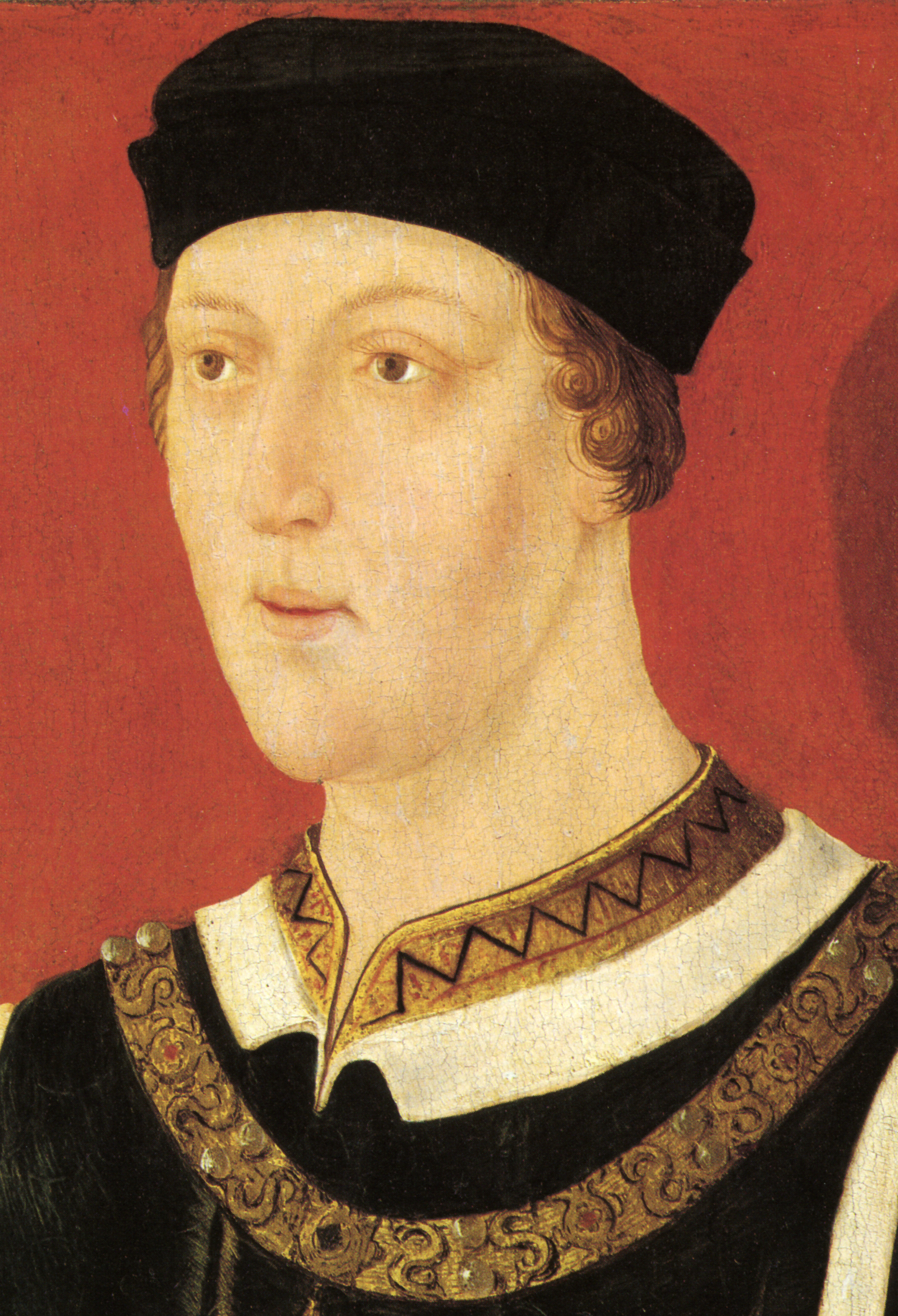
Heinrich VI. von England (* 1421)

- 0846: Hasan al-ʿAskarī, elfter Iman der Zwölferschiiten und der Alawiten, Nachfahre des Propheten Mohammed
- 1285: Ferdinand IV., König von Kastilien und León
- 1421: Heinrich VI., König von England
- 1478: Baldassare Castiglione, italienischer Höfling, Diplomat und Schriftsteller
- 1502: Anna von Braunschweig-Lüneburg, Prinzessin von Braunschweig-Lüneburg und Herzogin von Pommern
- 1502: Nikolaus Gentzkow, deutscher Jurist und Chronist, Bürgermeister von Lüneburg
- 1504: Daniel Greser, deutscher lutherischer Theologe
- 1520: Barbara Radziwiłł, Königin von Polen und Großfürstin von Litauen
- 1527: Bernhard VIII., Graf zur Lippe
- 1530: Nikolaus Selnecker deutscher evangelischer Theologe und Reformator, Kirchenliederdichter und -komponist
- 1531: Vespasiano Gonzaga, italienischer Adliger, spanischer Vizekönig von Navarra und Valencia
- 1538: Francesco II. Gonzaga, Kardinal der römisch-katholischen Kirche
- 1557: Ernst Cothmann, deutscher Jurist und Rechtswissenschaftler
- 1582: Anton Nesen, deutscher Rechtswissenschaftler
- 1586: Nicolaus Zucchius, italienischer Astronom und Physiker
- 1592: William Cavendish, 1. Duke of Newcastle, englischer General und Politiker

### 17. und 18. Jahrhundert
- 1604: Philipp von Hessen-Kassel, Obrist der Hessen-Kasseler Reiterei
- 1608: George Monck, 1. Duke of Albemarle, englischer Admiral
- 1609: David Mevius, deutscher Jurist
- 1609: Nikolaus II., Herzog von Lothringen
- 1626: Johann Ernst I., Herzog von Sachsen-Weimar
- 1631: Antonio Zanchi, italienischer Maler
- 1637: Edmund Andros, englischer Kolonialgouverneur
- 1650: Johann Friedrich Mayer, deutscher lutherischer Theologe
- 1651: Johann Arnold Barckhausen, deutscher Rechtswissenschaftler
- 1668: Nicolas Vleughels, französischer Maler
- 1669: Bogislaw Friedrich von Dönhoff, preußischer Generalmajor
- 1685: Maria Adelaide von Savoyen, Herzogin von Burgund und Dauphine von Frankreich, Mutter Ludwigs XV.
- 1711: Albertus Groneman, deutsch-niederländischer Komponist
- 1713: Christian Heinrich Wilhelm von Arnstedt, preußischer Oberst und Kommandeur
- 1715: Johann Friedrich Frisch, deutscher evangelischer Theologe
- 1716: Jérémie Pauzié, Genfer Juwelier
- 1721: Chrétien-Guillaume de Lamoignon de Malesherbes, französischer Staatsmann, Minister und Verteidiger Ludwigs XVI.
- 1724: Léopold-Charles de Choiseul-Stainville, Erzbischof von Albi und Erzbischof von Cambrai
- 1725: Theresia Benedicte von Bayern, bayerische Prinzessin aus dem Hause Wittelsbach

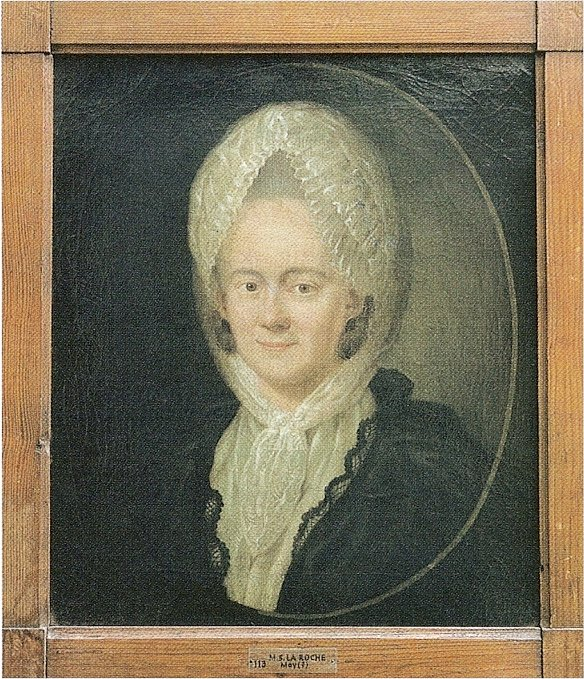
Sophie von La Roche (* 1730)

- 1730: Sophie von La Roche, eine der ersten finanziell unabhängige Berufsschriftstellerinnen in Deutschland
- 1732: Warren Hastings, britischer Politiker
- 1732ː Marie-Anne Rousselet, französische Kupferstecherin
- 1735: Christiane zu Mecklenburg, Kanonissin im Stift Herford
- 1740: Nicola Spedalieri, italienischer Philosoph, Priester und Autor
- 1742: Nicolas Leblanc, französischer Arzt, Chemiker und Fabrikant
- 1744: David Vogel, Schweizer Architekt, Architekturtheoretiker und Politiker
- 1750: David Friedländer, deutscher Fabrikant und Autor
- 1750: Pierre-Henri de Valenciennes, französischer Maler
- 1760: Charles Carnan Ridgely, US-amerikanischer Politiker
- 1761: Thaddäus Haenke, böhmisch-bolivianischer Geograf und Forschungsreisender
- 1763: Diderich Hegermann, erster norwegischer Kriegsminister
- 1775: Nicolas Isouard, maltesischer Komponist
- 1776: Paul Struck, deutscher Komponist
- 1777: Charlotte Elisabeth Sophie Louise Wilhelmine von Ahlefeld, deutsche Schriftstellerin
- 1778: Joseph Louis Gay-Lussac, französischer Chemiker und Physiker (Gay-Lussac-Gesetz)
- 1788: Rudolf Burnitz, deutscher Architekt
- 1792: Wilhelm II., König der Niederlande
- 1799: Johann Heinrich Tanner, Schweizer Politiker und Unternehmer

### 19. Jahrhundert

#### 1801–1875
- 1803ː Susanna Moodie, kanadische Schriftstellerin
- 1804: Wilhelmine Schröder-Devrient, deutsche Sängerin
- 1806: Gilbert Duprez, französischer Operntenor und Komponist
- 1808: Aloys von Arco-Stepperg, deutscher Gutsbesitzer, Offizier und Politiker
- 1808: Johan Christian Gebauer, dänischer Komponist, Musiktheoretiker und Organist
- 1812: Louis Cabat, französischer Landschaftsmaler
- 1816: Ernst Keil, deutscher Buchhändler, Begründer der Familienzeitschrift Die Gartenlaube
- 1820: Alexandrine von Baden, badische Adlige
- 1822: Wigand Oppel, deutscher Organist und Musikpädagoge
- 1823: Johannes Henricus Brand, Präsident des Oranje-Freistaats
- 1823: Friedrich Max Müller, deutscher Sprachforscher
- 1826ː Fanny von Pelzeln, österreichische Schriftstellerin
- 1827: Friedrich Albert Mehmel, deutscher Orgelbauer
- 1834: Hermann Senator, deutscher Mediziner
- 1842ː Marie Collart, belgische Malerin

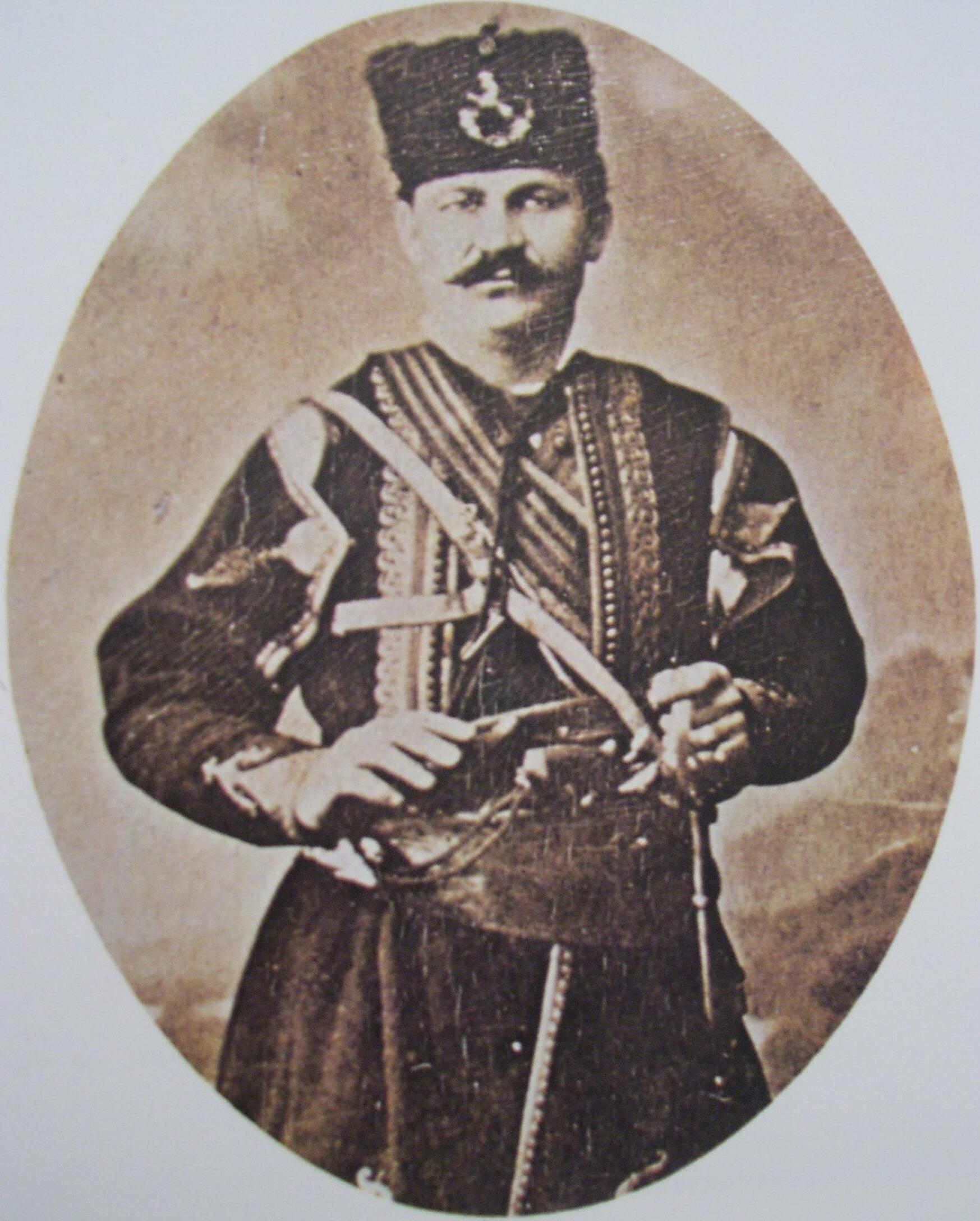
Petko Wojwoda (* 1844)

- 1844: Petko Wojwoda, bulgarischer Revolutionär und Freiheitskämpfer
- 1846: Henryk Jarecki, polnischer Komponist, Dirigent und Musikpädagoge
- 1848: Edward Hutton, britischer Offizier
- 1849: August von Mackensen, deutscher Feldmarschall
- 1850ː Antonie Traun, deutsche Sozialreformerin
- 1856: Louise-Cathérine Breslau, deutsche Malerin
- 1857: Adalbert Matkowsky, deutscher Schauspieler
- 1857: Wilhelm Voigt, deutscher Architekt
- 1857: Alfred Ludwig Wieruszowski, Jurist am Oberlandesgericht Köln und Professor an der Universität zu Köln
- 1859: Nicolás León, mexikanischer Mediziner, Archäologe und Anthropologe
- 1862: Paul Adam, französischer Schriftsteller
- 1867: August Leopold von Sachsen-Coburg und Gotha, sächsischer Prinz, brasilianischer Thronprätendent
- 1869: Rudolf Herzog, deutscher Journalist und Schriftsteller
- 1869: Otto Nordenskjöld, schwedischer Geologe und Polarforscher
- 1870: John George Clark Anderson, britischer Althistoriker und Epigraphiker
- 1871: Stephanie Held-Ludwig, russische Fotografin
- 1871: Archibald Montgomery-Massingberd, britischer Feldmarschall, Chef des Imperialen Generalstabs
- 1875: Albert Bond Lambert, US-amerikanischer Golfer und Luftfahrtpionier
- 1875: Rudolf Liechtenhan der Ältere, Schweizer Pfarrer und Theologe

#### 1876–1900
- 1877: Herman Henry Taylor, US-amerikanischer Politiker
- 1879: Albert Schädelin, Schweizer evangelischer Geistlicher und Hochschullehrer
- 1880: Harald Cosack, deutsch-baltischer Historiker, Übersetzer und Hochschullehrer
- 1880: Christian Deubler, deutscher Kunstturner
- 1880: Emanuel Ondříček, tschechischer Geiger, Musikpädagoge und Komponist
- 1881: Helen Aitchison, britische Tennisspielerin
- 1881: Frieda Mikola, österreichische Lehrerin und Politikerin
- 1881: Carl Adolf Martienssen, deutscher Pianist und Musikpädagoge
- 1882: Eugen Neufeld, österreichischer Schauspieler
- 1883: Kurt Faber, deutscher Reiseschriftsteller
- 1884: Werner Arndt, deutscher Tischtennisfunktionär
- 1884: Eleuterio Riccardi, italienischer Maler und Bildhauer
- 1884: Jitzhak Ben Zwi, israelischer Historiker und Politiker, Staatspräsident
- 1885: Albin Angerer, deutscher Arzt und Studentenhistoriker
- 1885: Birger Sjöberg, schwedischer Dichter, Schriftsteller und Liedkomponist
- 1887: Lynn Fontanne, britische Schauspielerin
- 1887: Minakami Takitarō, japanischer Schriftsteller
- 1888: Willie Eckstein, kanadischer Pianist und Komponist
- 1889: Max Pulver, Schweizer Psychologe, Graphologe, Lyriker, Dramatiker und Erzähler
- 1890: Rudolf Schlichter, deutscher Maler und Schriftsteller
- 1892: Lina Carstens, deutsche Schauspielerin
- 1893: Lise Gujer, Schweizer Textilkünstlerin
- 1893: Joseph Malouf, libanesischer Erzbischof
- 1894: Kurt Hesse, deutscher Offizier, Militärschriftsteller und Ökonom

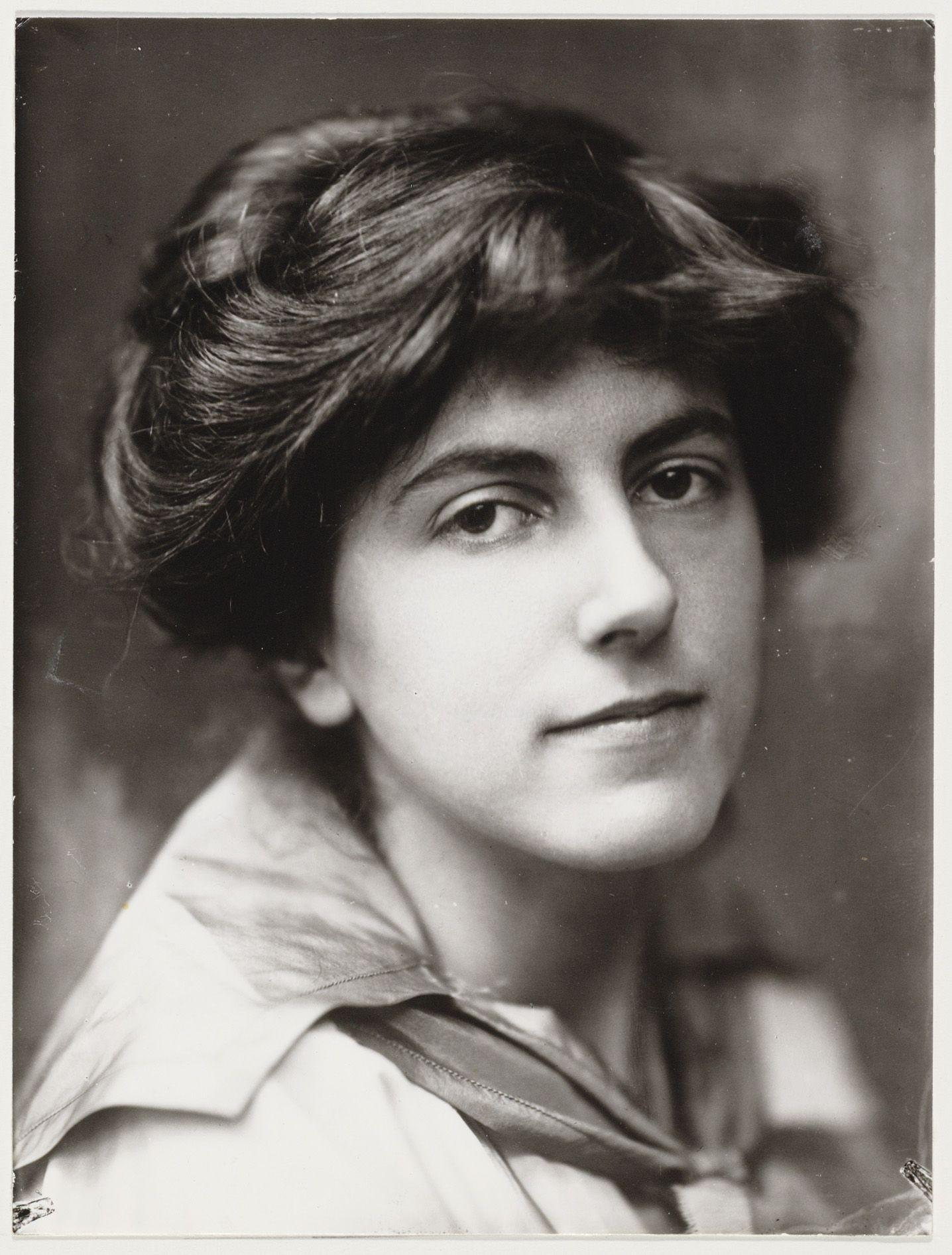
Henriëtte Bosmans (* 1895)

- 1895: Henriëtte Bosmans, niederländische Komponistin
- 1896: Ira Gershwin, US-amerikanischer Komponist und Liedtexter
- 1896: Paul Klatt, deutscher General
- 1896: Bernard Rubin, britischer Automobilrennfahrer
- 1896: George Trafton, US-amerikanischer American-Football-Spieler
- 1897: John Fernström, schwedischer Komponist und Dirigent
- 1898: Alfred Eisenstaedt, US-amerikanischer Fotograf
- 1898: Gunnar Myrdal, schwedischer Nationalökonom, Nobelpreisträger
- 1899: Charles Peaker, kanadischer Organist, Chorleiter und Musikpädagoge
- 1900: Germán Arciniegas, kolumbianischer Politiker, Schriftsteller und Journalist
- 1900: Achille Mengé, belgischer Ruderer

### 20. Jahrhundert

#### 1901–1925
- 1902: Virgilio Mortari, italienischer Komponist und Musikpädagoge
- 1903: Gaito Gasdanow, russischer Schriftsteller und Journalist
- 1903: Mykola Kolessa, ukrainischer Komponist, Dirigent und Pädagoge
- 1904: Eve Curie, französische Schriftstellerin und Beraterin des Generalsekretärs der NATO
- 1905: Rudi Anhang, deutscher Musiker
- 1905: Emil Berlanda österreichischer Komponist und Dirigent
- 1905: Piero Sacerdoti, italienischer Jurist und Versicherungsmanager
- 1907: Giovanni Ferrari, italienischer Fußballspieler und -trainer
- 1908: Nicholas Goldschmidt, kanadischer Dirigent und Musikpädagoge, Pianist und Sänger
- 1908: Pierre Graber, Schweizer Politiker
- 1909: Karl Vilmundarson, isländischer Leichtathlet
- 1913: Nikolai Michailowitsch Amossow, russisch-ukrainischer Herzchirurg, Konstrukteur und Buchautor
- 1914: Daniel Wirtz, deutscher Geologe
- 1916: Kristján Eldjárn, isländischer Politiker
- 1917: Garé Barks, US-amerikanische Landschaftsmalerin
- 1919: Joachim Brennecke, deutscher Schauspieler
- 1919: Paul de Man, belgischer Literaturtheoretiker
- 1919: Gideon Klein, tschechischer Komponist

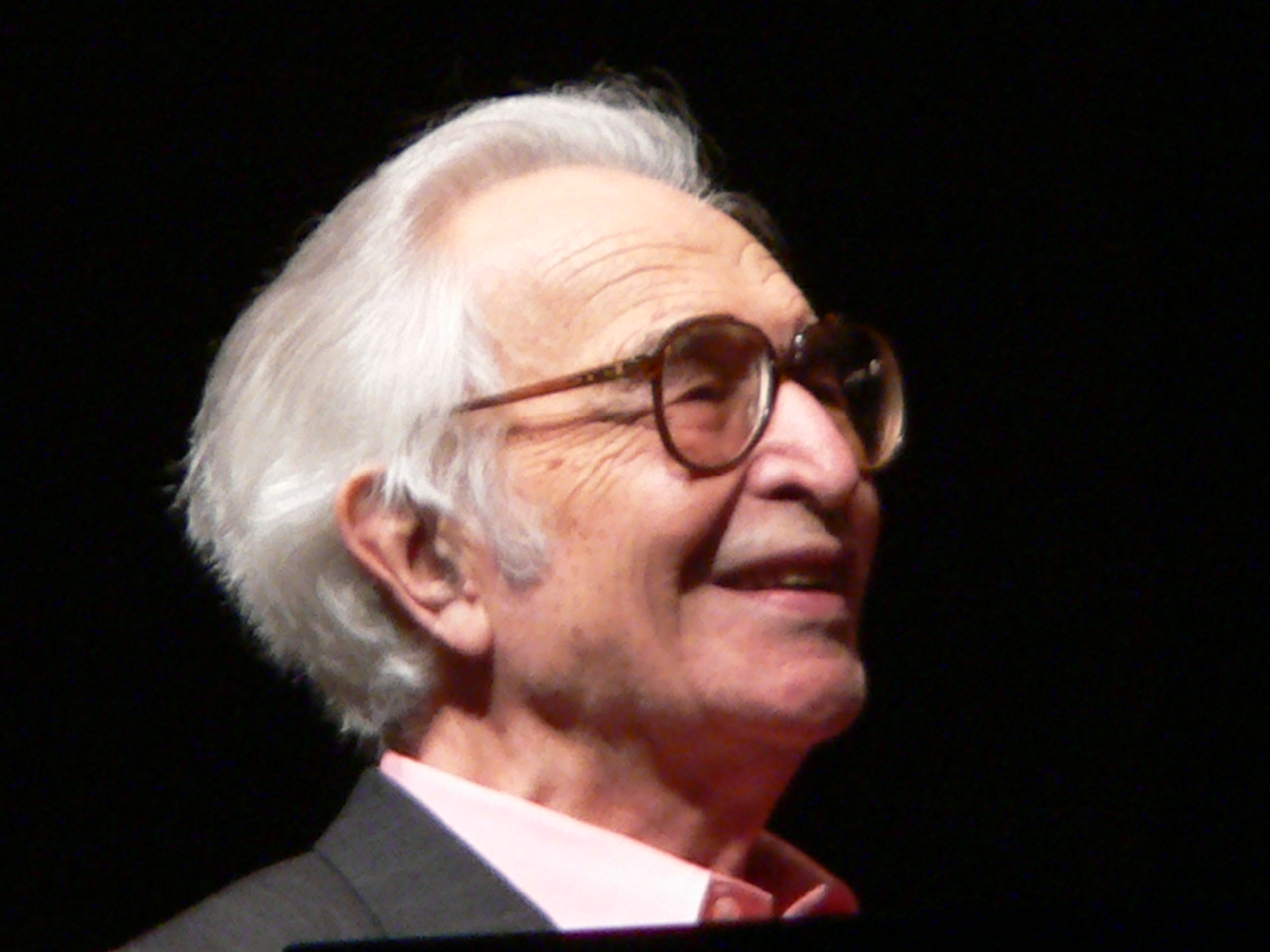
Dave Brubeck (* 1920)

- 1920: Dave Brubeck, US-amerikanischer Jazzpianist
- 1920: George Porter, britischer Chemiker, Nobelpreisträger
- 1921: Khalil Abi-Nader, libanesischer Bischof
- 1921: Marcel Callo, französischer Jugendarbeiter und NS-Opfer
- 1921: Otto Graham, US-amerikanischer Basketballspieler, American-Football-Spieler und -Trainer
- 1922: Jack Ashley, britischer Politiker
- 1922: Ernst Pfiffner, Schweizer Komponist, Organist und Dirigent
- 1922: Guy Thys, belgischer Fußballtrainer
- 1923: Nicola Arigliano, italienischer Pop- und Jazzsänger
- 1924: Ebert Van Buren, US-amerikanischer American-Football-Spieler
- 1924: Toni Geller, deutscher Büttenredner
- 1924: Walter Levin, US-amerikanischer Violinist und Quartett-Spieler
- 1925: Carl Andrießen, deutscher Drehbuchautor, Satiriker und Kritiker
- 1925: Bob Cooper, US-amerikanischer Musiker
- 1925ː Jean King, US-amerikanische Politikerin
- 1925ː Francine Irving Neff, US-amerikanische Regierungsbeamtin
- 1925: Andy Robustelli, US-amerikanischer American-Football-Spieler

#### 1926–1950
- 1926: Arnold Hottinger, Schweizer Journalist und Publizist
- 1926: Jim Jeffords, US-amerikanischer Automobilrennfahrer
- 1926: Marie Takvam, norwegische Autorin und Schauspielerin
- 1927: Ken Blaiklock, britischer Geodät und Polarforscher
- 1927: Jacques Bondon, französischer Komponist
- 1927: Sergio Corbucci, italienischer Filmregisseur
- 1928: Bert Achong, trinidadischer Labormediziner
- 1928: Duilio Arigoni, schweizerischer Chemiker
- 1928: Carlos María Ariz Bolea, spanischer Bischof
- 1928: Jan Hendriks, deutscher Schauspieler
- 1929: Nikolaus Harnoncourt, österreichischer Violoncellist und Dirigent
- 1929: Mark Kopytman, israelischer Komponist und Musikpädagoge
- 1929: Alain Tanner, Schweizer Filmregisseur
- 1930: Rolf Hoppe, deutscher Schauspieler
- 1931: Lonesome Drifter, US-amerikanischer Country- und Rockabilly-Musiker
- 1932: Günter Baumann, deutscher Endurosportler
- 1933: Henryk Górecki, polnischer Komponist
- 1933: Hilmar Selle, deutscher Politiker
- 1935: F. David Mathews, US-amerikanischer Politiker

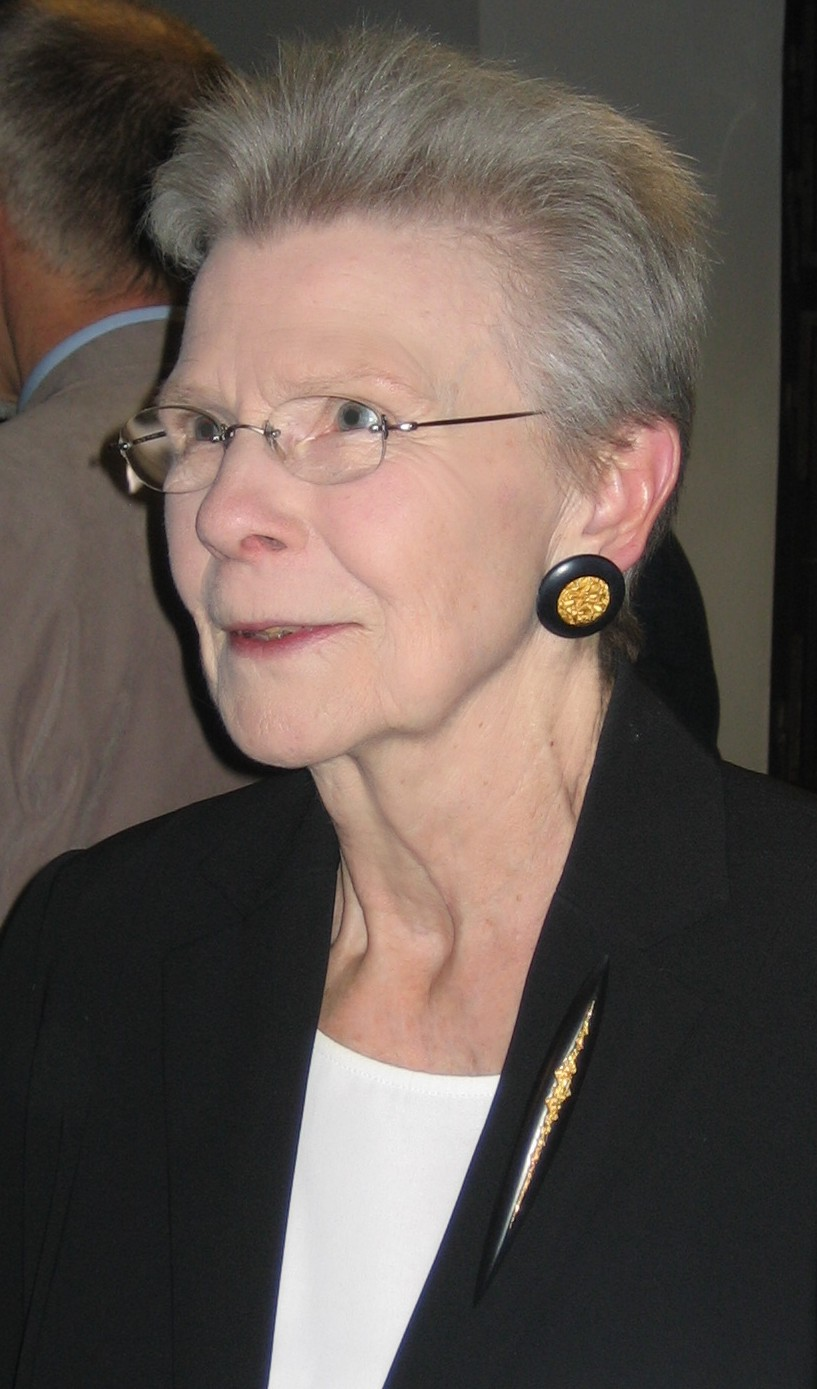
Christa Meier (* 1941)

- 1936: Heinz Hergert, deutscher Fußballspieler
- 1937: Othmar Keel, Schweizer katholischer Theologe
- 1937: Jiří Kodet, tschechischer Schauspieler
- 1938: Patrick Bauchau, belgischer Schauspieler
- 1938: Nicky Cruz, US-amerikanischer Prediger
- 1939: Matthias Achs, österreichischer Politiker
- 1939: Steve Alaimo, US-amerikanischer Sänger und Musik-Produzent
- 1940: Klaus Ammann, Schweizer Botaniker
- 1941: Helen Cornelius, US-amerikanische Country-Musikerin
- 1941: Bertrand Halperin, US-amerikanischer Physiker
- 1941ː Christa Meier, deutsche Politikerin, MdL, Oberbürgermeisterin von Regensburg
- 1941: Bruce Nauman, US-amerikanischer Künstler

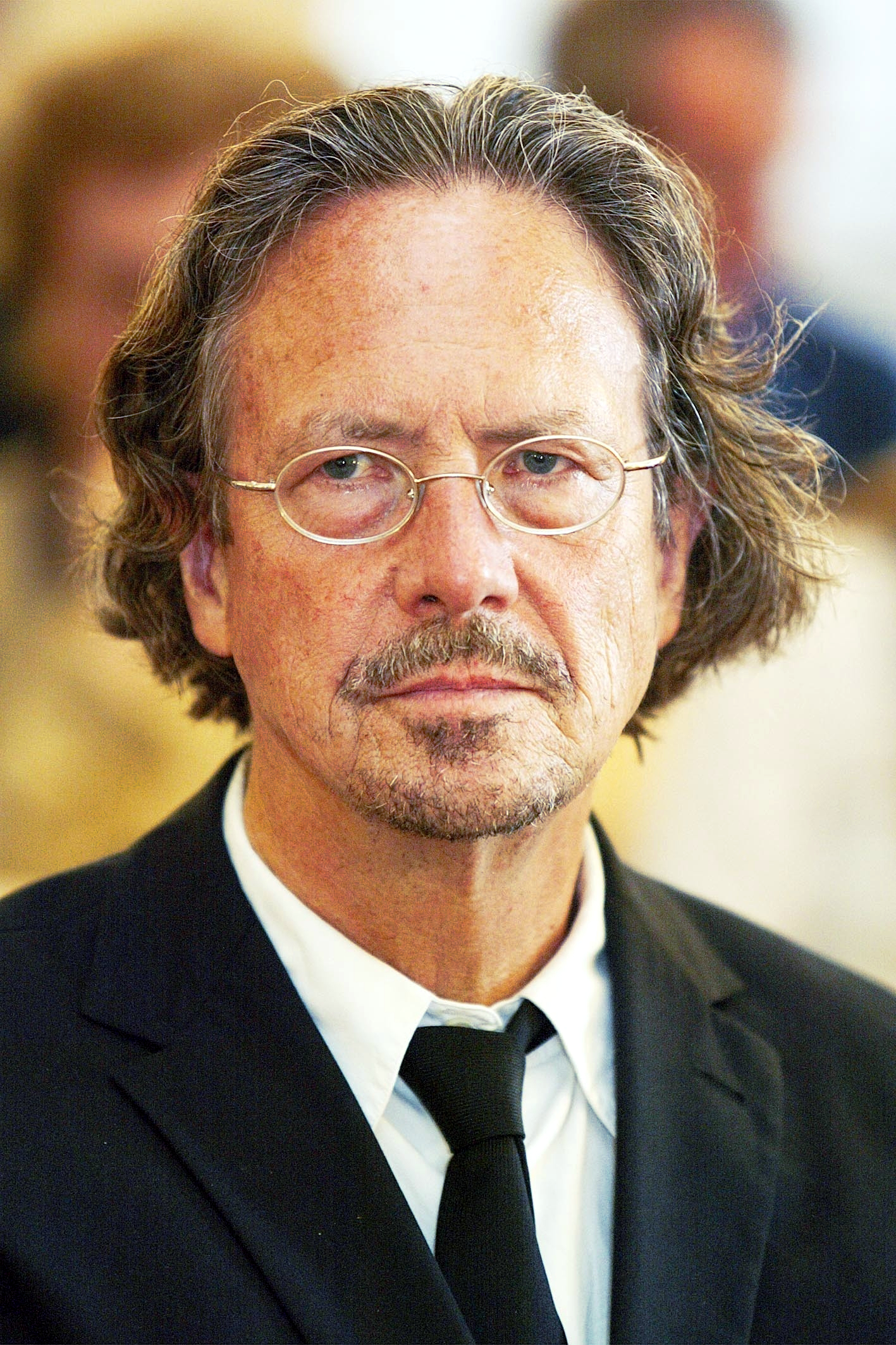
Peter Handke (* 1942)

- 1942: Peter Handke, österreichischer Schriftsteller und Übersetzer
- 1943: Mike Smith, britischer Sänger, Komponist und Musikproduzent
- 1943: Keith West, britischer Sänger
- 1944: Jonathan King, britischer Musikproduzent, Sänger und Songschreiber
- 1944: Imre Kőszegi, ungarischer Jazzschlagzeuger
- 1945: Ray LaHood, US-amerikanischer Politiker
- 1945: Holger Mahlich, deutscher Schauspieler und Synchronsprecher
- 1945: Rafał Wojaczek, polnischer Dichter
- 1946: Frankie Beverly, US-amerikanischer Sänger, Produzent und Songwriter
- 1946: Fred Breinersdorfer, deutscher Schriftsteller, Drehbuchautor und Rechtsanwalt
- 1946: Ulrich Gygi, Schweizer Manager
- 1946: Christoph Müllerleile, deutscher Journalist und Politiker
- 1946: Christian Steyer, deutscher Schauspieler, Sprecher, Musiker und Filmkomponist
- 1947: Uli Beckerhoff, deutscher Jazzmusiker
- 1947: Geoffrey Hinton, britischer Wissenschaftler
- 1947: Praveen Kumar, indischer Leichtathlet und Schauspieler
- 1947: Adrian Marthaler, Schweizer Autor und Regisseur
- 1947: Luigi Moreschi, italienischer Automobilrennfahrer
- 1947: Miroslav Vitouš, tschechischer Jazzbassist

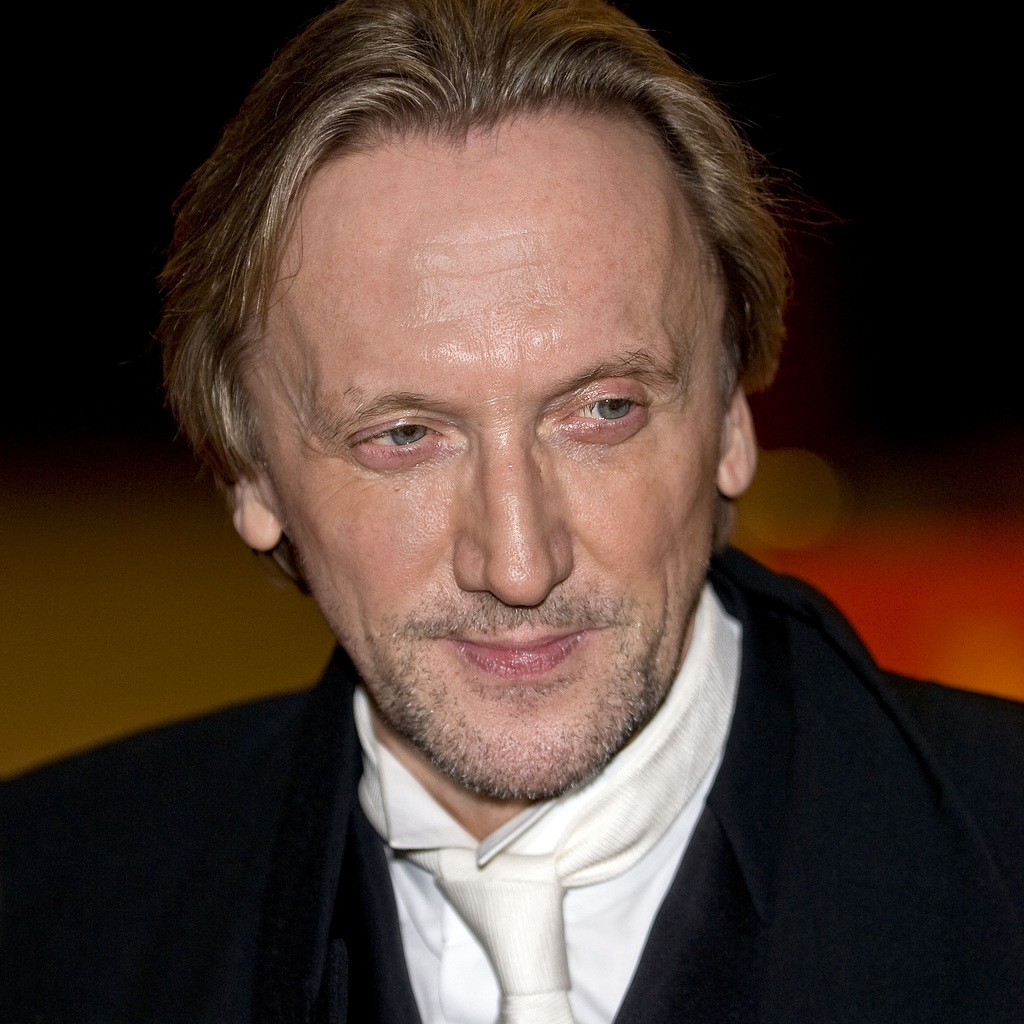
Marius Müller-Westernhagen (* 1948)

- 1948: Marius Müller-Westernhagen, deutscher Musiker und Schauspieler
- 1948: Keke Rosberg, finnischer Automobilrennfahrer
- 1948: Harvie Swartz, US-amerikanischer Jazzbassist
- 1949: Jutta Meurers-Balke, deutsche Archäologin und Archäobotanikerin
- 1949: Maria Michalk, deutsche Politikerin (CDU)
- 1949: Josef Wolfgruber, deutscher Endurosportler
- 1950: Wolfgang Baake, deutscher Theologe und Journalist
- 1950: Guy Drut, französischer Leichtathlet
- 1950: Chris Hodgetts, britischer Automobilrennfahrer
- 1950: Pietro Lana, italienischer Fußballspieler

#### 1951–1975
- 1951: Klaus Karl-Kraus, deutscher Kabarettist
- 1952: Christian Kulik, deutscher Fußballspieler
- 1953: Rolf Brack, deutscher Handballspieler und Handballtrainer
- 1953: Gina Hecht, US-amerikanische Schauspielerin
- 1953: Tom Hulce, US-amerikanischer Schauspieler

- 1954: Beat Furrer, österreichischer Komponist und Dirigent schweizerischer Herkunft
- 1954: Max Stahl, britischer Journalist, Fernsehmoderator und Filmemacher
- 1954: Steve Swell, US-amerikanischer Jazzposaunist
- 1955: Rick Buckler, britischer Musiker
- 1955: Bright Sheng, US-amerikanischer Komponist, Dirigent und Pianist chinesischer Herkunft
- 1955: Tadeusz Sudnik, polnischer Improvisations- und Jazzmusiker und Komponist
- 1955: Tony Woodcock, englischer Fußballspieler
- 1956: Peter Buck, US-amerikanischer Musiker
- 1956: Hans Kammerlander, italienischer Bergsteiger
- 1956: Randy Rhoads, US-amerikanischer Musiker
- 1957: Steve Bedrosian, US-amerikanischer Baseballspieler
- 1957: Michael Bitz, deutscher Jurist
- 1957: Andrew Cuomo, US-amerikanischer Politiker
- 1957: Tudor Dumitrescu, rumänischer Pianist und Komponist
- 1958: Alexander Balujew, russischer Schauspieler
- 1958: Rocco Cattaneo, Schweizer Politiker und ehemaliger Radrennfahrer

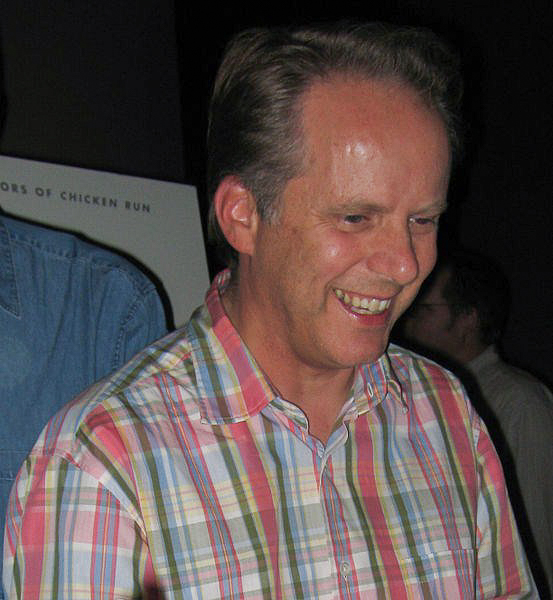
Nick Park (* 1958)

- 1958: Nick Park, britischer Trickfilmer
- 1959: Satoru Iwata, japanischer Manager (Nintendo)
- 1959: Nicolaus Adi Seputra, indonesischer Erzbischof
- 1960: Ralf Lindermann, deutscher Schauspieler
- 1961: Robin Aspland, britischer Jazz-Pianist und Keyboarder
- 1961: Manuel Reuter, deutscher Automobilrennfahrer
- 1962: Léonard Nuytens, belgischer Ruderer
- 1962: Claus Wichmann, deutscher Politiker, MdL
- 1963: Debbie Armstrong, US-amerikanische Skirennläuferin
- 1963: Antonella Clerici, italienische Fernsehmoderatorin und -journalistin
- 1963: Anett Kölpin, deutsche Musikerin, Sängerin und Klavierspielerin
- 1963: Ulrich Thomsen, dänischer Schauspieler
- 1964: Sylvie Goulard, französische Politologin, Politikerin und Essayistin
- 1964: Burkhard Körner, deutscher Jurist und Präsident des Bayerischen Landesamtes für Verfassungsschutz
- 1964: Meli’sa Morgan, US-amerikanische Sängerin
- 1964: Matthew Taylor, britischer Komponist und Dirigent
- 1965: Şiir Eloğlu, deutsch-türkische Schauspielerin
- 1965: Jean-Christophe Lafaille, französischer Extrembergsteiger
- 1965: Jūratė Zailskienė, litauische Politikerin, Mitglied des Seimas, Vizebürgermeisterin von Prienai
- 1966: Natascha Badmann, Schweizer Triathletin
- 1966: Dirk Dobbrow, deutscher Schriftsteller und Dramatiker
- 1967: Judd Apatow, US-amerikanischer Filmregisseur, Drehbuchautor und Produzent
- 1968: Karl Ove Knausgård, norwegischer Schriftsteller
- 1968: Olaf Lubaszenko, polnischer Schauspieler und Regisseur
- 1968: Oliver Massuci, deutscher Schauspieler
- 1969: Christophe Agnolutto, französischer Radrennfahrer
- 1969: Irene Grandi, italienische Sängerin und Filmschauspielerin
- 1969: Jörg Heinrich, deutscher Fußballspieler
- 1969: Torri Higginson, kanadische Schauspielerin
- 1970: Michaela Schaffrath, deutsche Schauspielerin und Pornodarstellerin
- 1970: Ulf Ekberg, schwedischer Musiker
- 1971: Craig Brewer, US-amerikanischer Filmregisseur
- 1971: Richard Krajicek, niederländischer Tennisspieler
- 1971: Carole Thate, niederländische Feldhockeyspielerin
- 1972: Kevin Brockmeier, US-amerikanischer Schriftsteller

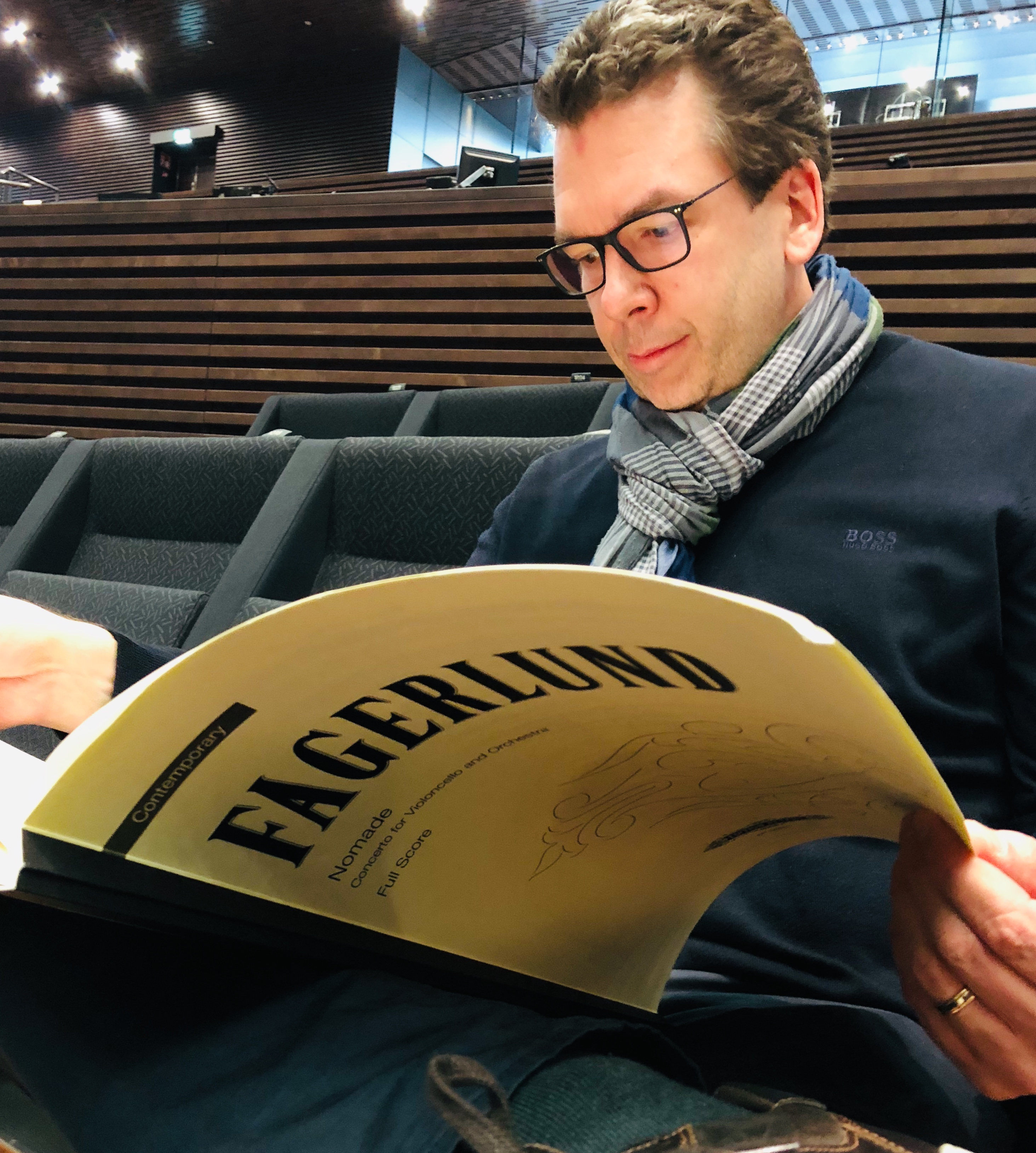
Sebastian Fagerlund (* 1972)

- 1972: Sebastian Fagerlund, finnischer Komponist
- 1972: Holger Szymanski, deutscher Politiker
- 1973: Petar Miloševski, mazedonischer Fußballspieler
- 1974: Gustaf Andersson, schwedischer Fußballspieler
- 1974: Stéphane Augé, französischer Radrennfahrer
- 1974: Silke Gericke, deutsche Politikerin
- 1974: Ginger Huber, US-amerikanische Wasserspringerin
- 1975: Andrea Agnelli, italienischer Industrieller und Fußballfunktionär
- 1975: Lars Burgsmüller, deutscher Tennisspieler

#### 1976–2000
- 1976: Carsten Dieckmann, deutscher Journalist und Fernsehmoderator
- 1976: Dilek Gürsoy, deutsche Herzchirurgin
- 1976: Michael Jahns, deutscher Handballspieler
- 1976: Tino Oac, deutscher Sänger
- 1976: Lindsay Price, US-amerikanische Schauspielerin
- 1977: Lee Rychter, Schweizer Schauspieler
- 1978: Karen Denise Aubert, US-amerikanische Schauspielerin und Model
- 1978: Katalin Pálinger, ungarische Handballspielerin
- 1979: Tim Cahill, australischer Fußballspieler
- 1979: Francisco Yeste, spanischer Fußballspieler
- 1979: Simone Hanselmann, deutsche Schauspielerin
- 1979: Karolina Michalczuk, polnische Boxerin
- 1979: Raymond Smith, australischer Dartspieler
- 1980: Evelyn, Schweizer Sängerin und Songwriterin

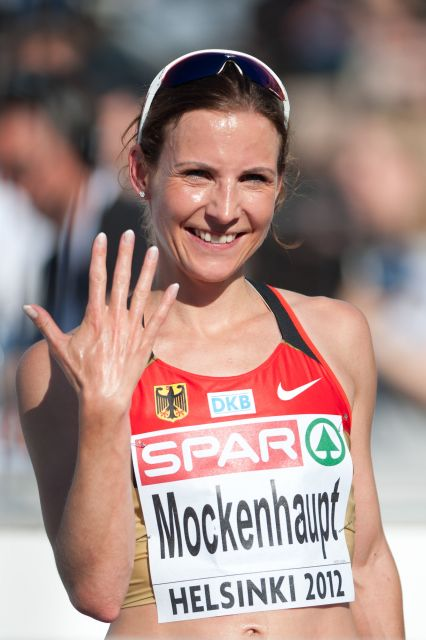
Sabrina Mockenhaupt (* 1980)

- 1980: Sabrina Mockenhaupt, deutsche Leichtathletin
- 1981: Federico Balzaretti, italienischer Fußballspieler
- 1981: Lior Suchard, israelischer Mentalist
- 1981: Oliver Graf, deutscher Kulturmanager und Schauspieler
- 1982: Ryan Carnes, US-amerikanischer Schauspieler
- 1982: Alberto Contador, spanischer Radrennfahrer
- 1982: Patrick Dollmann, deutscher Schauspieler
- 1982: Peter Pucelj, slowenischer Handballspieler

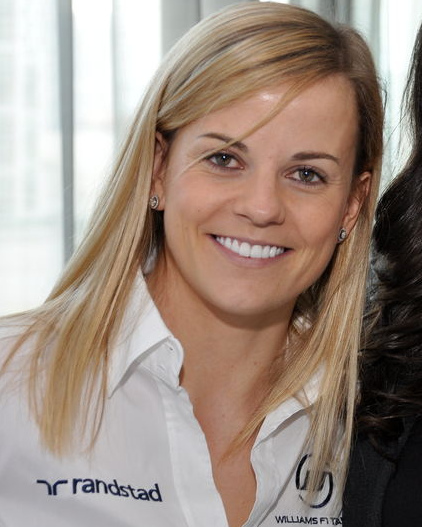
Susie Wolff (* 1982)

- 1982: Susie Wolff, britische Automobilrennfahrerin
- 1983: Sergio Hernández, spanischer Automobilrennfahrer
- 1983: Matthias Ilgen, deutscher Politiker
- 1983: Rob Sims, US-amerikanischer American-Football-Spieler
- 1984: Farina Brock, deutsche Synchronsprecherin
- 1984: Daryl Impey, südafrikanischer Radrennfahrer
- 1984: Veldin Muharemović, bosnischer Fußballspieler
- 1984: Martin Smolinski, deutscher Speedwayfahrer
- 1985: Janier Acevedo, kolumbianischer Straßenradrennfahrer
- 1986: Sean Edwards, britischer Automobilrennfahrer
- 1986: Jasmina Rebmann-Janković, niederländische Handballspielerin
- 1986: Matt Niskanen, amerikanischer Eishockeyspieler
- 1986: Marek Zagrapan, slowakischer Eishockeyspieler
- 1987: Rachel Laura Atherton, britische Mountainbikefahrerin
- 1987: Elvis Clausen, deutscher Schauspieler
- 1987: Harald Schlegelmilch, lettischer Automobilrennfahrer
- 1988: Yasin Görkem Arslan, türkischer Fußballspieler
- 1988: Franziska Benz, deutsche Schauspielerin
- 1988: Johan Kristoffersson, schwedischer Automobilrennfahrer
- 1988: Nils Petersen, deutscher Fußballer
- 1989: Ann-Kathrin Götze, deutsches Model
- 1989: Cathy Lugner, deutsches Playmate
- 1990: Tamira Paszek, österreichische Tennisspielerin
- 1990: Marlene Schönberger, deutsche Politikerin
- 1991: Coco Vandeweghe, US-amerikanische Tennisspielerin
- 1992: Wiktor Antipin, russischer Eishockeyspieler
- 1992: Britt Curtis Assombalonga, kongolesischer Fußballspieler
- 1994: Giannis Antetokounmpo, griechischer Basketballspieler
- 1994: Jelena Tschirkowa, russisch-rumänische Biathletin
- 1995: Joy Gruttmann, deutsche Sängerin
- 1995: A Boogie wit da Hoodie, US-amerikanischer Rapper
- 1996: Davide Calabria, italienischer Fußballspieler
- 1996: Stefanie Scott, US-amerikanische Schauspielerin
- 1997: Sabrina Ionescu, US-amerikanische Basketballspielerin
- 1997: Gregor Kobel, Schweizer Fußballspieler
- 2000: Nicolás Varrone, argentinischer Automobilrennfahrer

### 21. Jahrhundert
- 2003: Sebastian Białecki, polnischer Dartspieler
- 2003: Harry Hepworth, britischer Turner

## Gestorben

### Vor dem 17. Jahrhundert
- 0511 v. Chr.: Annei, 3. Tennō von Japan
- 0326, 345 oder 351: Nikolaus von Myra, Bischof von Myra (Kleinasien)
- 0762: Muhammad an-Nafs az-Zakīya, arabischer Rebellenführer
- 0884: Karlmann, König von Westfranken
- 1149: Burchard II., Bischof von Worms

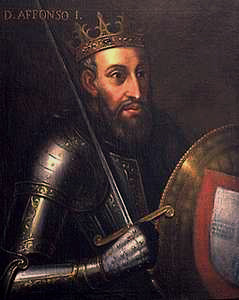
Alfons I. († 1185)

- 1185: Alfons I., erster König Portugals
- 1206: Guigues II. d’Albon, Graf von Forez und Lyonnais
- 1240: Konstanze von Ungarn, Königin von Böhmen
- 1343: Friedrich von Eickstedt, Bischof von Cammin
- 1352: Klemens VI., Papst
- 1370: Rudolf II., Herzog von Sachsen-Wittenberg und Kurfürst des Heiligen Römischen Reiches
- 1469: Juan Carvajal, spanischer Kardinal und päpstlicher Diplomat
- 1470: Johann II. von Lothringen, Herzog von Kalabrien, Herzog von Lothringen, Herzog von Girona, Markgraf von Pont-à-Mousson
- 1495: Jakob Sprenger, eidgenössischer Inquisitor, angeblicher Koautor des mittelalterlichen Traktats „Hexenhammer“
- 1526: Heinrich IV., Fürst von Braunschweig-Grubenhagen
- 1527: Hans Hut, führende Persönlichkeit der Täuferbewegung
- 1542: Johann Ludwig von Nassau-Saarbrücken, Domherr in Köln, Trier und Straßburg
- 1544: Kaspar Kantz, lutherischer Theologe und Reformator
- 1550: Pieter Coecke van Aelst, flämischer Maler
- 1557: Elisabeth von Hessen, Erbprinzessin von Sachsen
- 1561: Joachim, Fürst von Anhalt-Dessau
- 1562: Jan van Scorel, niederländischer Maler
- 1564: Ambrosius Blarer, deutscher evangelischer Theologe, Kirchenlieddichter und Reformator
- 1586: Joachim Ernst, Fürst von Anhalt
- 1598: Paolo Paruta, venezianischer Historiker und Diplomat

### 17. und 18. Jahrhundert
- 1613: Anton Praetorius, deutscher Pfarrer, Kämpfer gegen Hexenprozesse und Folter
- 1624: Francesco Contarini, 95. Doge von Venedig
- 1651ː Anna Roemers Visscher, niederländische Künstlerin, Dichterin und Übersetzerin
- 1654: Erik Eriksson Ryning, schwedischer Admiral
- 1657: Charles d’Avaugour, französischer Diplomat
- 1658: Baltasar Gracián, spanischer Jesuit, Prediger und Schriftsteller
- 1672: Pedro Antonio Fernández de Castro, spanischer Kolonialverwalter und Vizekönig von Peru
- 1678: Damian Hartard von der Leyen, Erzbischof und Kurfürst von Mainz sowie Fürstbischof von Worms
- 1686: Nicolaus von Avancini, deutscher Jesuit, Pädagoge, Dichter und Dramatiker
- 1686: Eleonora Magdalena Gonzaga von Mantua-Nevers, dritte Ehefrau des römisch-deutschen Kaisers Ferdinand III.
- 1704: Johann Martin von Eyb, Fürstbischof von Eichstätt
- 1712: Gio Paolo Bombarda, italienischer Musiker und Finanzberater
- 1713: Georg Theodor Barthold, deutscher Mediziner
- 1716: Benedictus a Sancto Josepho, niederländischer Komponist
- 1718: Georg Christoph Petri von Hartenfels, deutscher Arzt, Naturwissenschaftler und Hochschullehrer
- 1718: Nicholas Rowe, englischer Dichter und Dramatiker
- 1723: Karl Ludwig, Graf von Nassau-Saarbrücken
- 1723: Amalia Pachelbel, deutsche Malerin und Kupferstecherin
- 1726: Maria Anna Lindmayr, deutsche Karmelitin und Mystikerin
- 1727: Abraham Bogaert, niederländischer Apotheker, Chirurg und Schriftsteller
- 1728: Heinrich Rüdiger von Ilgen, brandenburgisch-preußischer Staatsminister und Diplomat
- 1745: Imre Esterházy de Galántha, ungarischer Erzbischof
- 1747: Johann Engelhard Steuber, deutscher lutherischer Theologe
- 1758: Johann August Bach, deutscher Rechtshistoriker
- 1759: Marie Louise Élisabeth de Bourbon, Herzogin von Parma, Piacenza und Guastalla
- 1760: Roque Ceruti, peruanischer Komponist
- 1767: Benedetto Alfieri, italienischer Baumeister
- 1779: Jean Siméon Chardin, französischer Maler
- 1785: Kitty Clive, englische Schauspielerin, Sopranistin und Autorin
- 1799: Joseph Black, britischer Physiker und Chemiker aus Schottland, Entdecker des Kohlendioxids, des Magnesiums und der latenten Wärme

### 19. Jahrhundert

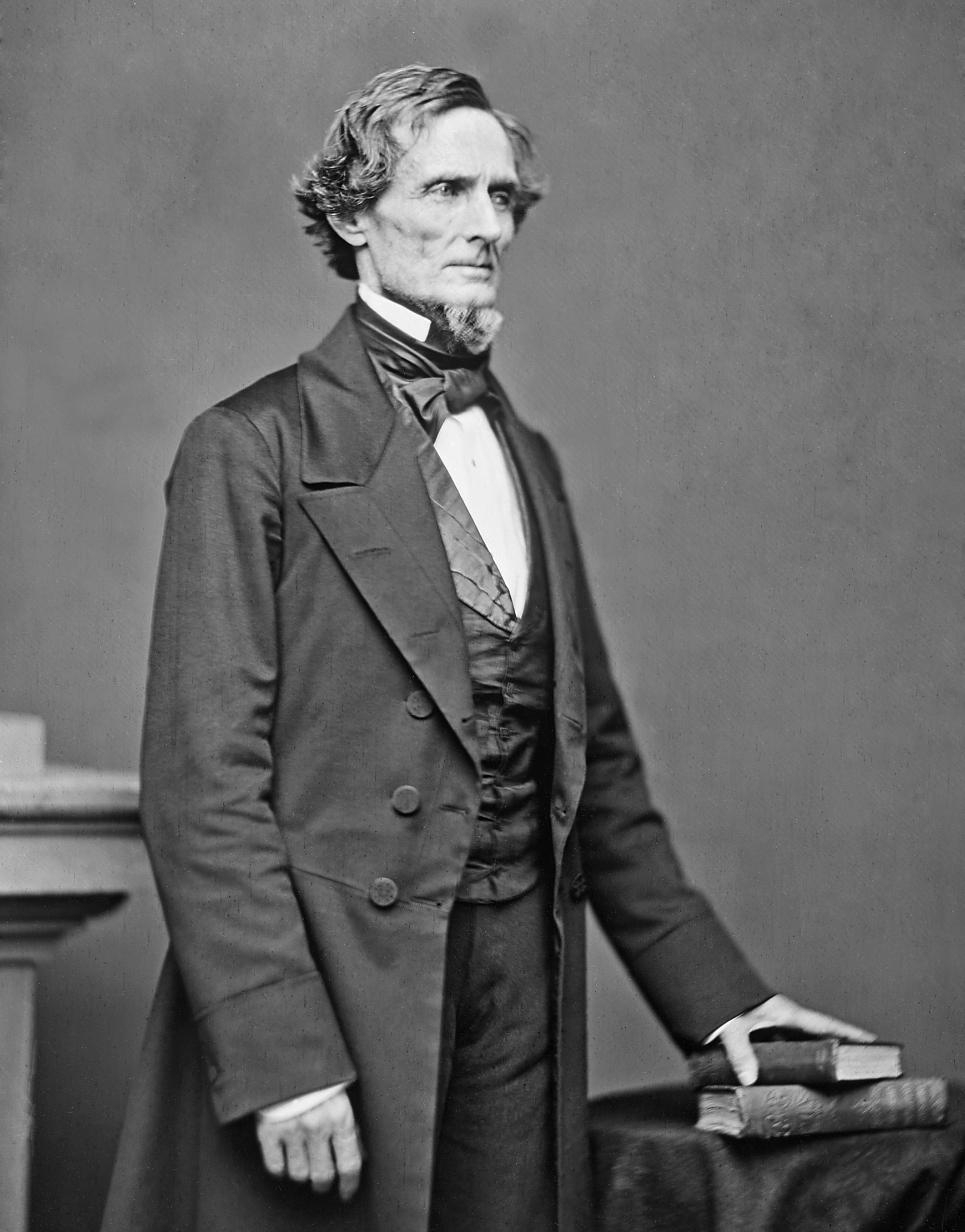
Jefferson Davis († 1889)

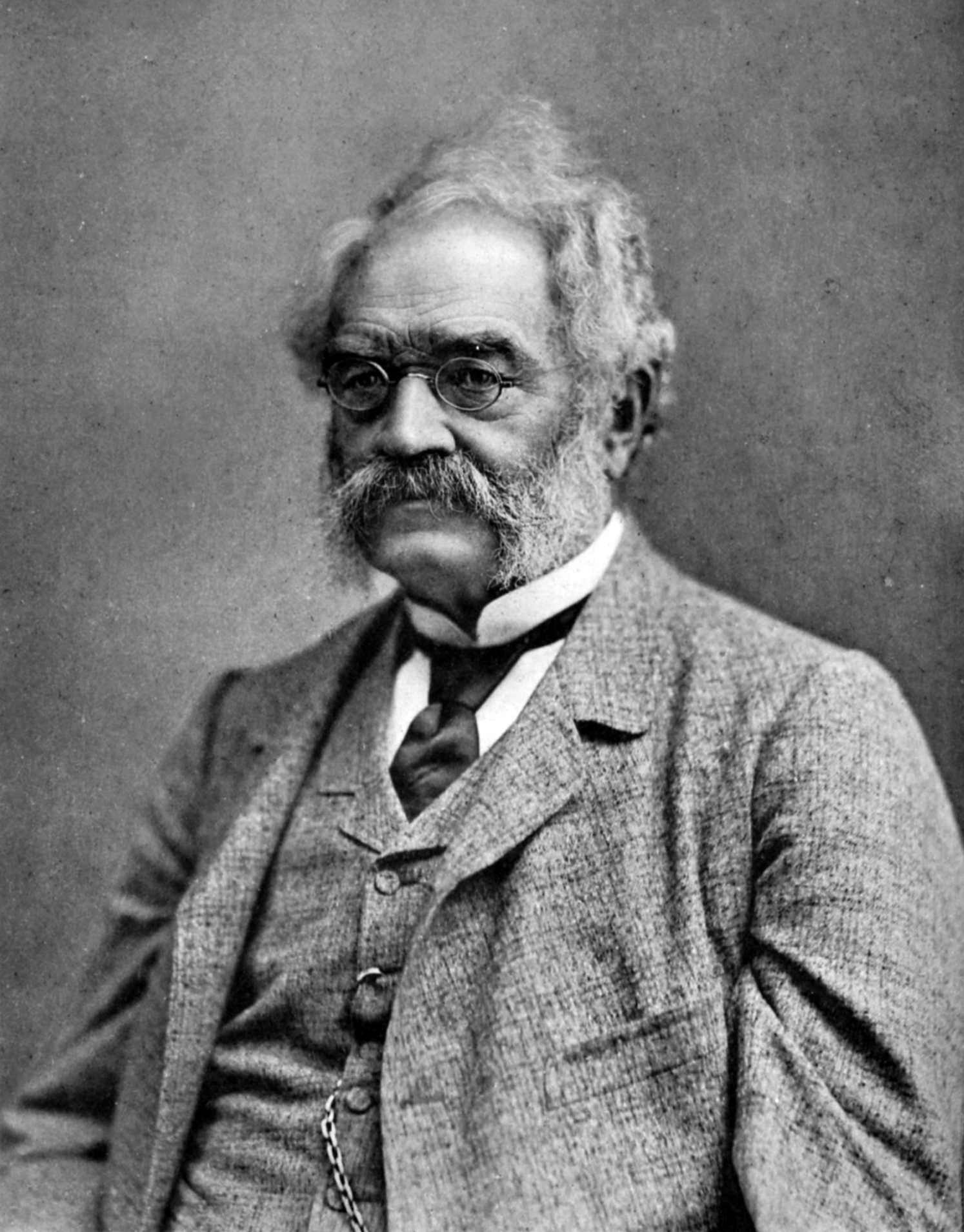
Werner von Siemens († 1892)

- 1805: Heinrich Ernst Güte, evangelischer Theologe, Pfarrer und Professor für Theologie
- 1820: Karl Christian Tittmann, deutscher Theologe
- 1828: Timoteo Maria Ascensi, italienischer Bischof
- 1835: George Philip Reinagle, englischer Marinemaler
- 1838: Otto von Woringen, deutscher Jurist und Sänger
- 1846: Johann Ernst Carl Friedrich Avenarius, preußischer Landrat
- 1848: Samuel Gottlieb Hünerwadel, evangelischer Geistlicher und Hochschullehrer in Bern
- 1851: Anton Arrigoni, österreichischer Maler
- 1853: Carl Joseph Pratobevera, österreichischer Jurist
- 1855: Amschel Mayer Rothschild, deutscher Bankier
- 1860: Eduard von Badenfeld, österreichischer Schriftsteller
- 1860ː Marianne von Willemer, österreichische Lyrikerin, Freundin von Johann Wolfgang von Goethe
- 1862: Claiborne Fox Jackson, US-amerikanischer Politiker
- 1867: Giovanni Pacini, italienischer Opernkomponist
- 1868: Franz Brunner, Schweizer Bankier und Politiker
- 1868: August Schleicher, deutscher Sprachwissenschaftler
- 1869: Maria Karolina Augusta von Neapel-Sizilien, Prinzessin von Bourbon und Neapel-Sizilien
- 1871: James Yorke Scarlett, britischer General
- 1875: Henrika Faßbender, deutsche Franziskanerin, Heilige
- 1882: Louis Blanc, französischer Sozialist
- 1882: Alfred Escher, Schweizer Politiker, Industrieller und Eisenbahnpionier
- 1885: Anton Franz Besnard, deutscher Militärarzt, Naturforscher, Botaniker und Mineraloge
- 1885: Robert Gerwig, deutscher Bauingenieur und Politiker
- 1885ː Marian Hooper Adams, US-amerikanische High Society-Lady der Washingtoner Gesellschaft und Hobbyfotografin
- 1888: Samuel Earnshaw, britischer Geistlicher, Physiker und Mathematiker
- 1889: Jefferson Davis, US-amerikanischer Politiker, Präsident der Konföderierten Staaten von Amerika
- 1891: Joseph Crèvecoeur, französischer Komponist
- 1892: Werner von Siemens, deutscher Erfinder und Unternehmer
- 1897: Eugen von Regenauer, badischer Fiskaljurist
- 1900: Emanuel Hoffmann, österreichischer Altphilologe

### 20. Jahrhundert

#### 1901–1950

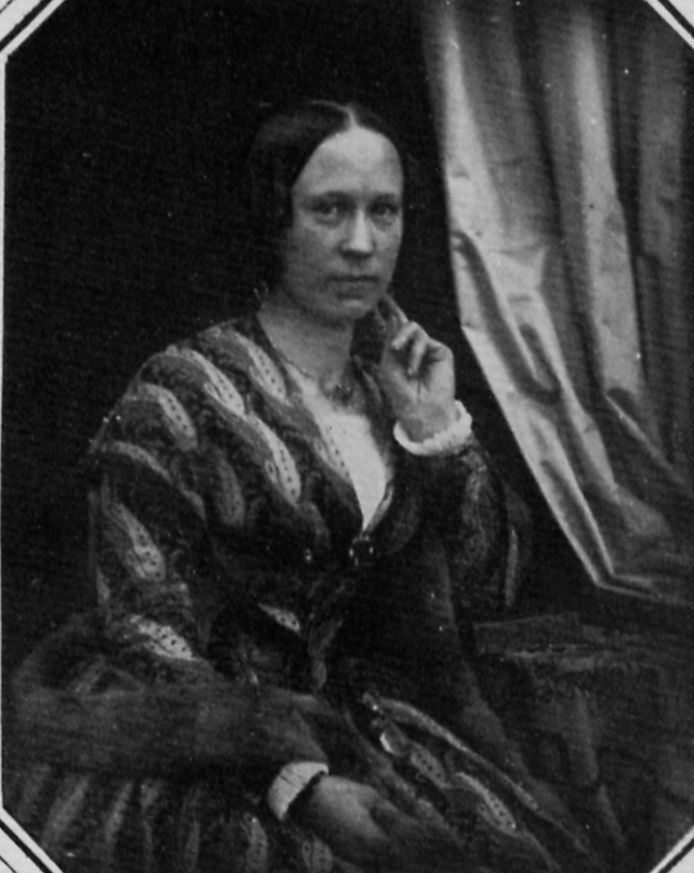
Bertha Wehnert-Beckmann († 1901)

Alice Freeman Palmer († 1902)

- 1901ː Bertha Wehnert-Beckmann, erste deutsche Berufsfotografin
- 1902: Francis George Atkinson, britischer Verwaltungsbeamter
- 1902ː Alice Freeman Palmer, US-amerikanische Erzieherin
- 1904: Maria Zanders, deutsche Unternehmerin und Kulturstifterin
- 1906: Wilhelm Taurit, deutsch-baltischer Pastor und evangelischer Märtyrer
- 1907: Max Buntzel, Königlicher Gartenbaudirektor und Berliner Baumschulenbesitzer
- 1907: Richard Löber, deutscher lutherischer Theologe
- 1912ː Rahel Apfel, Kölner Lyrikerin, Schriftstellerin, Zionistin und Salonnière
- 1912: Henry Browne Hagreen, britischer Maler
- 1915: Rudolf Lavant, deutscher Schriftsteller
- 1916: Signe Hornborg, finnische Architektin
- 1918: Hendrik Enno Boeke, niederländischer Mineraloge
- 1921: Said Halim Pascha, Großwesir des Osmanischen Reiches
- 1924ː Annie Moore, Irin, die als erste Immigrantin über die zentrale Sammelstelle auf Ellis Island in die USA einwanderte
- 1927: Gustave Ramaciotti, australischer Theaterleiter und Soldat
- 1932: Germano Bruni, Schweizer Jurist und Politiker
- 1933: Auguste Chapuis, französischer Komponist, Organist und Musikpädagoge
- 1936: Emil Adamič, slowenischer Komponist
- 1936: Alexandre-François-Louis Cailler, Schweizer Unternehmer
- 1936: Alexander Wiktorowitsch Satajewitsch, russisch-sowjetischer Ethnograph und Komponist
- 1936: Leylâ Saz, türkische Komponistin
- 1937: Francis Cadell, schottischer Maler
- 1939: Charles Dalmorès, französischer Sänger (Tenor)
- 1941: Oskar Ernst Bernhardt, deutscher Verfasser der Gralsbotschaft
- 1942: Augustin Savard, französischer Komponist und Musikpädagoge
- 1943: Oskar Messter, deutscher Filmpionier
- 1945: Fritz Adam, deutscher Journalist und Dichter
- 1945: Max Bendix, US-amerikanischer Geiger und Dirigent
- 1945: Leonhard Ragaz, Schweizer Theologe
- 1945: Hans Schöttler, deutscher protestantischer Geistlicher
- 1945: Max Thomas, deutscher Arzt, SS-General, General der Polizei, Einsatzgruppenleiter
- 1946: Maximilian Steinberg, litauisch-russischer Komponist
- 1946: Charles Stewart, kanadischer Politiker
- 1946: Hans Wilhelm Viereck, deutscher Pflanzensammler
- 1949: Leadbelly, US-amerikanischer Musiker

#### 1951–2000
- 1951: Léon Rothier, französischer Sänger (Bass)
- 1952: Karl Lautenschlager, deutscher Kommunalpolitiker
- 1952: Giovanni Goccione, italienischer Fußballspieler
- 1954: Ludwig Anschütz, deutscher Chemiker und Professor
- 1954ː Marie Oberparleiter, Schriftstellerin, Lyrikerin und Lehrerin
- 1955: Honus Wagner, US-amerikanischer Baseballspieler
- 1956: Albert Aftalion, französischer Wirtschaftswissenschaftler und Konjunkturtheoretiker
- 1956: Bhimrao Ramji Ambedkar, indischer Politiker
- 1958: Myers Cooper, US-amerikanischer Politiker, Gouverneur des Bundesstaates Ohio
- 1958: Josef Gockeln, deutscher Politiker, MdL, Landtagspräsident, Landesminister, MdB, Düsseldorfer Oberbürgermeister
- 1960: Gunnar Graarud, norwegischer Opernsänger
- 1961: Frantz Fanon, algerischer Psychiater und Revolutionär
- 1963: Ion Valentin Anestin, rumänischer Karikaturist, Maler, Bildhauer, Journalist und Dramatiker
- 1965: Walter Muschg, Schweizer Literaturhistoriker
- 1966: Laurence Fletcher Arnold, US-amerikanischer Politiker
- 1967: Adolf Rosenberger, deutscher Automobilrennfahrer und Kaufmann
- 1969: Walther Gottlieb Aeschbacher, Schweizer Dirigent und Komponist
- 1969: Siegfried Aufhäuser, deutscher Gewerkschaftsführer und Politiker
- 1969: Hans Rose, deutscher Marineoffizier und U-Boot-Kommandant
- 1970: Jean Déré, französischer Komponist und Musikpädagoge
- 1972: Janet Munro, britische Schauspielerin
- 1972: Paul Weyland, deutscher Hochstapler, Antisemit und nationalistischer Agitator
- 1974: Maximilian de Angelis, österreichischer Generalmajor
- 1975: Franz Nicklisch, deutscher Schauspieler
- 1976: João Goulart, brasilianischer Staatspräsident
- 1977: Andrew Auld, US-amerikanischer Fußballspieler
- 1979: Edi Nägeli, Schweizer Fußballfunktionär
- 1981: Kurt Paupié, österreichischer Publizistikwissenschaftler
- 1985: Heribert Aichinger, österreichischer Schauspieler
- 1985: Burleigh Grimes, US-amerikanischer Sportler
- 1987: Maria Koller-Feuchtinger, österreichische Politikerin
- 1987: Peter Lorenz, deutscher Politiker, MdL, MdB und Entführungsopfer
- 1987: Walt Stickel, US-amerikanischer American-Football-Spieler
- 1988: Lambertus Johannes Bot, niederländischer Autor, Antimilitarist und Anarchist
- 1988: Roy Orbison, US-amerikanischer Sänger
- 1989: Sammy Fain, US-amerikanischer Musical- und Filmkomponist
- 1989: Robert Scheyhing, deutscher Rechtswissenschaftler und Hochschullehrer
- 1990: Tunku Abdul Rahman, malayischer Politiker
- 1991: György Aczél, ungarischer Kulturpolitiker
- 1991: Gerd A. Müller, deutscher Industriedesigner
- 1991: Richard Stone, britischer Wirtschaftswissenschaftler, Nobelpreisträger
- 1992: Heorhij Majboroda, ukrainischer Komponist
- 1992: Yngve Sköld, schwedischer Komponist
- 1992: Hank Worden, eigentlich Norton Earl Worden, US-amerikanischer Rodeoreiter und Schauspieler
- 1993: Don Ameche, US-amerikanischer Schauspieler
- 1994: Josef Bláha, tschechischer Schauspieler
- 1994: Gian Maria Volontè, italienischer Schauspieler
- 1996: Victor Bruns, deutscher Fagottist und Komponist
- 1998: Georges Borgeaud, Schweizer Schriftsteller
- 1998: Max Eckard, deutscher Schauspieler
- 2000: Enrique Anderson Imbert, argentinischer Literaturkritiker und Schriftsteller
- 2000: Werner Klemperer, deutsch-US-amerikanischer Schauspieler
- 2000: Chrystabel Leighton-Porter, englisches Modell und Inspiration für die Comicfigur Jane
- 2000: Aziz Mian, pakistanischer Qawwali-Sänger
- 2000: Elisabeth Ströker, deutsche Philosophin
- 2000: Werner Vick, deutscher Handballspieler und -trainer

### 21. Jahrhundert
- 2001: Carla Hansen, dänische Kinderbuchautorin
- 2002: Jerzy Adamski, polnischer Federgewicht-Boxer
- 2002: Philip Berrigan, US-amerikanischer Bürgerrechtler
- 2002: Achille Castiglioni, italienischer Designer und Architekt
- 2002: Gerhard Löwenthal, deutscher Journalist
- 2003: Hans Hotter, deutscher Opernsänger
- 2003: Carlos Arana Osorio, guatemaltekischer Politiker
- 2004: Raymond Goethals, belgischer Fußballtrainer
- 2004: Jack Nethercutt, US-amerikanischer Unternehmer und Automobilrennfahrer
- 2004: Christine Wodetzky, deutsche Schauspielerin
- 2005: Charly Gaul, luxemburgischer Radrennfahrer
- 2005: Rudolf Haselbach, deutscher Politiker, MdL

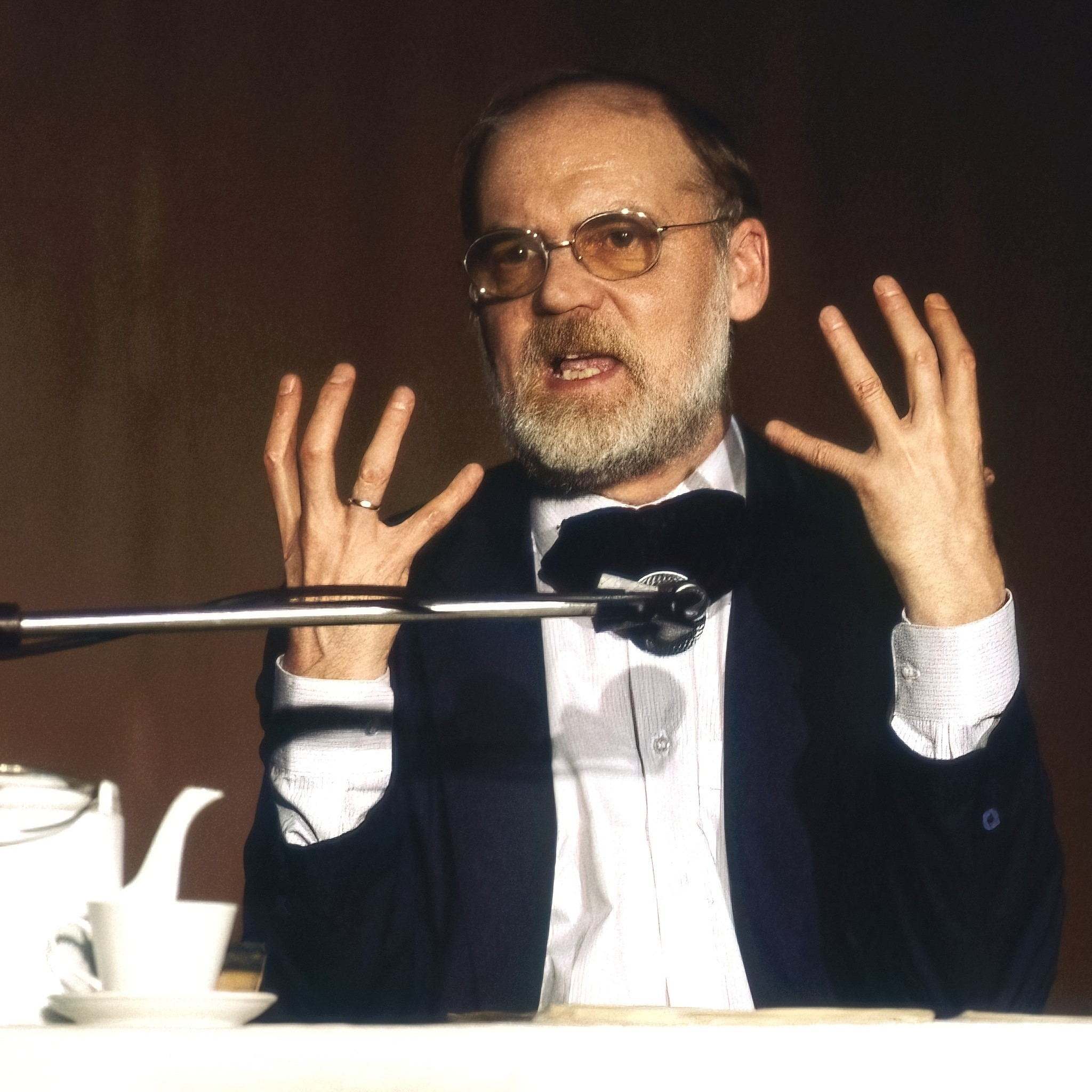
Hanns Dieter Hüsch († 2005)

- 2005: Hanns Dieter Hüsch, deutscher Kabarettist
- 2007: Wolfgang Aßbrock, deutscher Politiker
- 2007: Marjorie Eccles, britische Automobilrennfahrerin
- 2007: András Szőllősy, ungarischer Komponist und Musikwissenschaftler
- 2008: Sunny von Bülow, US-amerikanische Millionenerbin
- 2008: Irm Schoffers, deutsche Fotografin und Fotokünstlerin
- 2009: Rupprecht Geiger, deutscher Maler und Bildhauer
- 2010: Ute Klophaus, deutsche Fotografin
- 2012: Ed Cassidy, US-amerikanischer Musiker
- 2014: Ralph Baer, US-amerikanischer Spieleentwickler
- 2014: Takao Saitō, japanischer Kameramann
- 2015: Ini Assmann, deutsche Schauspielerin
- 2015: Max Hauri, Schweizer Pferdesportler
- 2015ː Krizia, italienische Modedesignerin
- 2015: Franzl Lang, deutscher Sänger und Musiker
- 2017: Max Landgraf, deutscher Fußballspieler
- 2018: Doris Mayer, österreichische Schauspielerin
- 2019: Ron Leibman, US-amerikanischer Schauspieler
- 2020: Tabaré Vázquez, uruguayischer Politiker
- 2021: Diethard Aschoff, deutscher Historiker und Judaist
- 2021: Jørgen Barth-Jørgensen, norwegischer Gewichtheber
- 2021: Klaus von Beyme, deutscher Politikwissenschaftler
- 2021: Emma Gaptschenko, sowjetische Bogenschützin
- 2021: Kåre Willoch, norwegischer Politiker
- 2022: Pavel Gajdoš, tschechoslowakischer Turner
- 2022: Edino Krieger, brasilianischer Geiger, Komponist und Dirigent
- 2022: Jacques Pousaz, Schweizer Eishockeyspieler
- 2023ː Edeltraud Braun von Stransky, deutsche Malerin
- 2023ː Gigi Herr, deutsche Schauspielerin
- 2023ː Ellen Holly, US-amerikanische Bühnenschauspielerin

## Feier- und Gedenktage
- Kirchliche Gedenktage

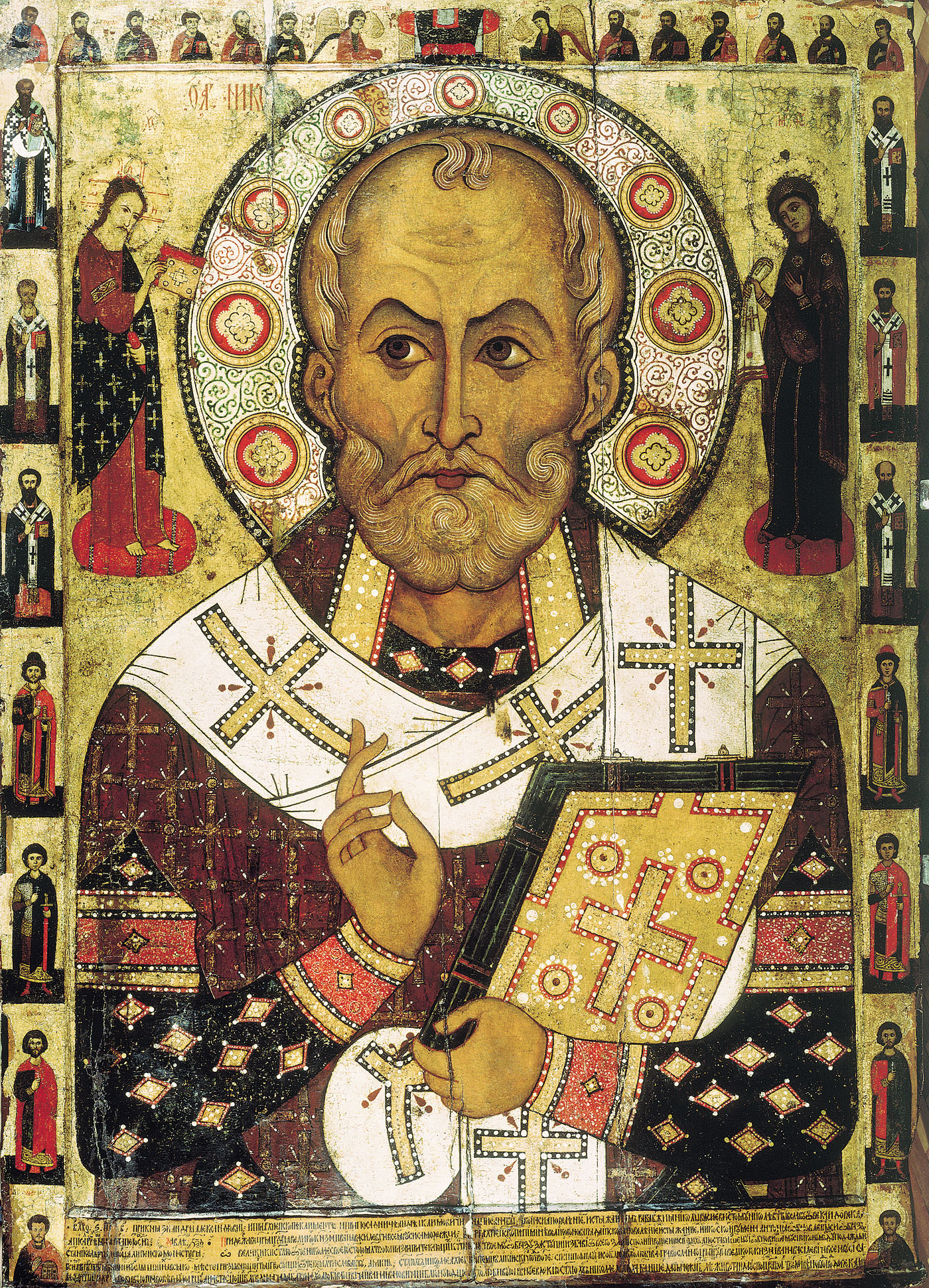
Nikolaus von Myra (Russische Ikone von Aleksa Petrov, 1294)

  - Hl. Nikolaus von Myra, römischer Bischof (evangelisch, anglikanisch, katholisch, orthodox, armenisch, koptisch, syrisch)
  - Ambrosius Blarer, deutscher Pfarrer und Reformator (evangelisch)
- Staatliche Feier- und Gedenktage
  - Finnland: Unabhängigkeit von Russland (1917)
  - Spanien: Tag der Verfassung (1978)
- Brauchtum
  - Nikolaustag

Weitere Einträge enthält die Liste von Gedenk- und Aktionstagen.